# Caleta Olivia
Caleta Olivia es una ciudad de la Patagonia argentina situada en el departamento Deseado en el norte de la provincia de Santa Cruz en la región del golfo San Jorge, siendo la segunda ciudad más poblada de la provincia, detrás de Río Gallegos. La ciudad y toda la zona norte de la provincia está  muy relacionada con Comodoro Rivadavia y viceversa.
La ciudad se encuentra a cincuenta y dos kilómetros al noreste de Pico Truncado y a ciento treinta y cuatro kilómetros de Las Heras. Junto con esas localidades y otras menores conforma un triángulo de urbanización de corta distancia entre ellas, que aglomera gran parte de la población de la zona norte de la provincia.

## Historia y toponimia

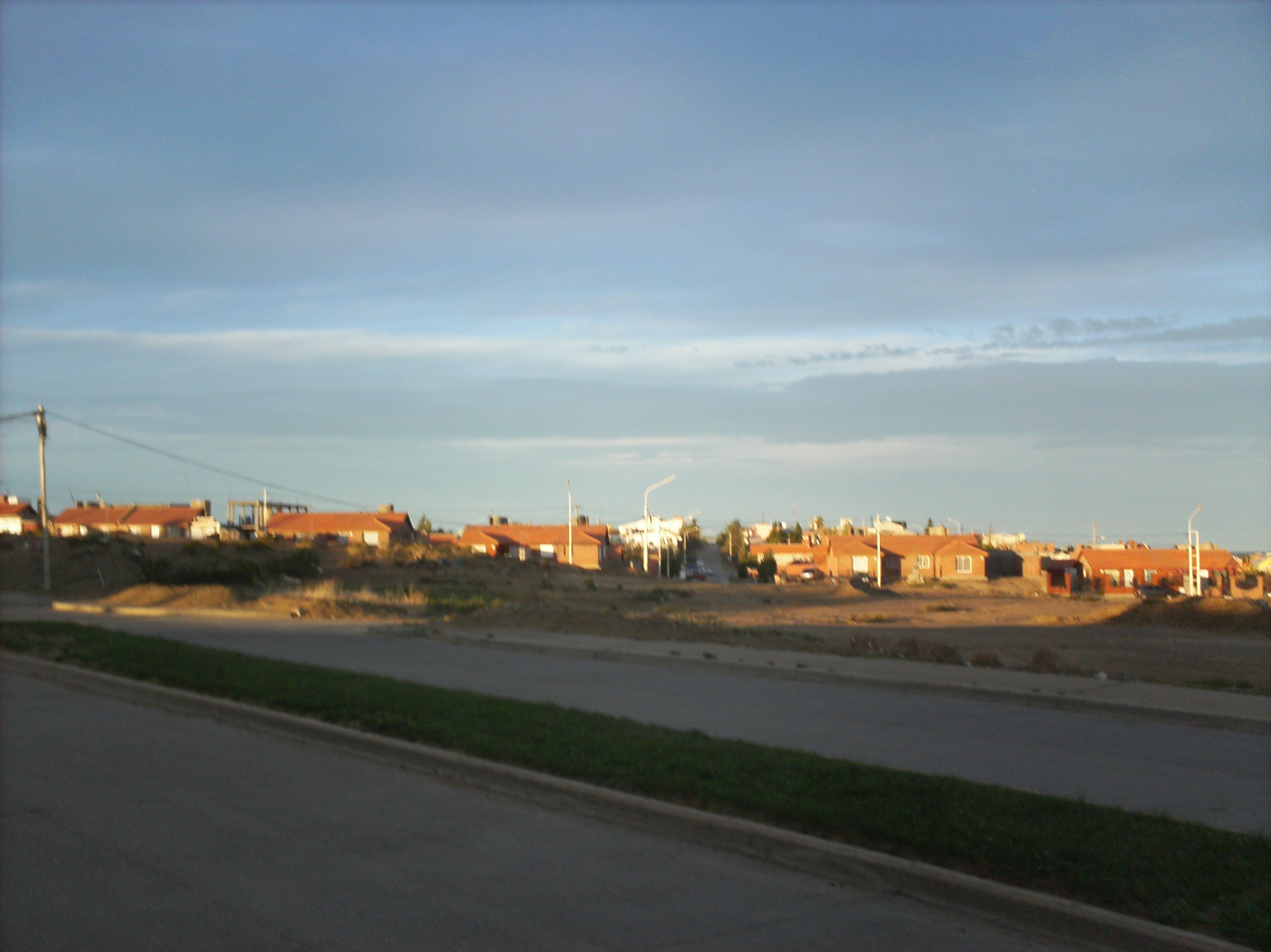
Barrio Ceferino Namuncurá.

A partir de la primera década del siglo XX, el Gobierno Nacional de Julio Argentino Roca centró su atención en el poblamiento de la Región Patagónica. Pretendía solucionar los problemas limítrofes con Chile y encontrar formas de comunicación con los asentamientos que ya existían en la región. Para ello, se comenzó con el tendido de líneas telegráficas desde Buenos Aires hasta cabo Vírgenes y el traslado de materiales para la construcción de puertos en la zona.
En 1901 se efectuó el primer desembarco de materiales en la costa de la ciudad, transportados por el buque Guardia Nacional y comandado por el capitán Ezequiel Guttero.
En un fragmento del parte de viaje escrito por Ezequiel Guttero, se comunicó:

«El día 26 de mayo reconociendo la costa divisé un paisaje abrigado entre dos restingas. Reconocido resultó una Caleta pequeña pero muy abrigada y profunda, que permitió en muy buenas condiciones el desembarque»

Este lugar se bautizó con el nombre «Caleta», en referencia al accidente geográfico similar a una pequeña bahía en forma de medialuna y «Olivia», en homenaje a la única dama que viajaba en ese barco. Otras versiones acerca de este nombre, residen en el color olivo que tenía el mar en ese momento y que vieron los tripulantes extranjeros en su mayoría. En el telegrama enviado por el Capitán Guttero a Buenos Aires, se detalló el nombre del lugar como Coleté Olivié (en francés), que luego se tradujo a Caleta Olivia.
La llegada del telegrama a Buenos Aires anunciando la inauguración de la Oficina de Correos y Telégrafos el 16 de noviembre de 1901, fue el suceso que trascendió y la fecha que se asoció al aniversario de la ciudad (20 de noviembre).
El 11 de julio de 1921, por decreto de carácter general, el Poder Ejecutivo Nacional dispuso que la Dirección de Tierras del Ministerio de Agricultura, previera reservas para la formación de pueblos en el Territorio Nacional, específicamente en el norte de la Provincia de Santa Cruz, incluyendo a las localidades de Las Heras, Pico Truncado, Caleta Olivia, Fitz Roy, Jaramillo y Puerto Deseado.

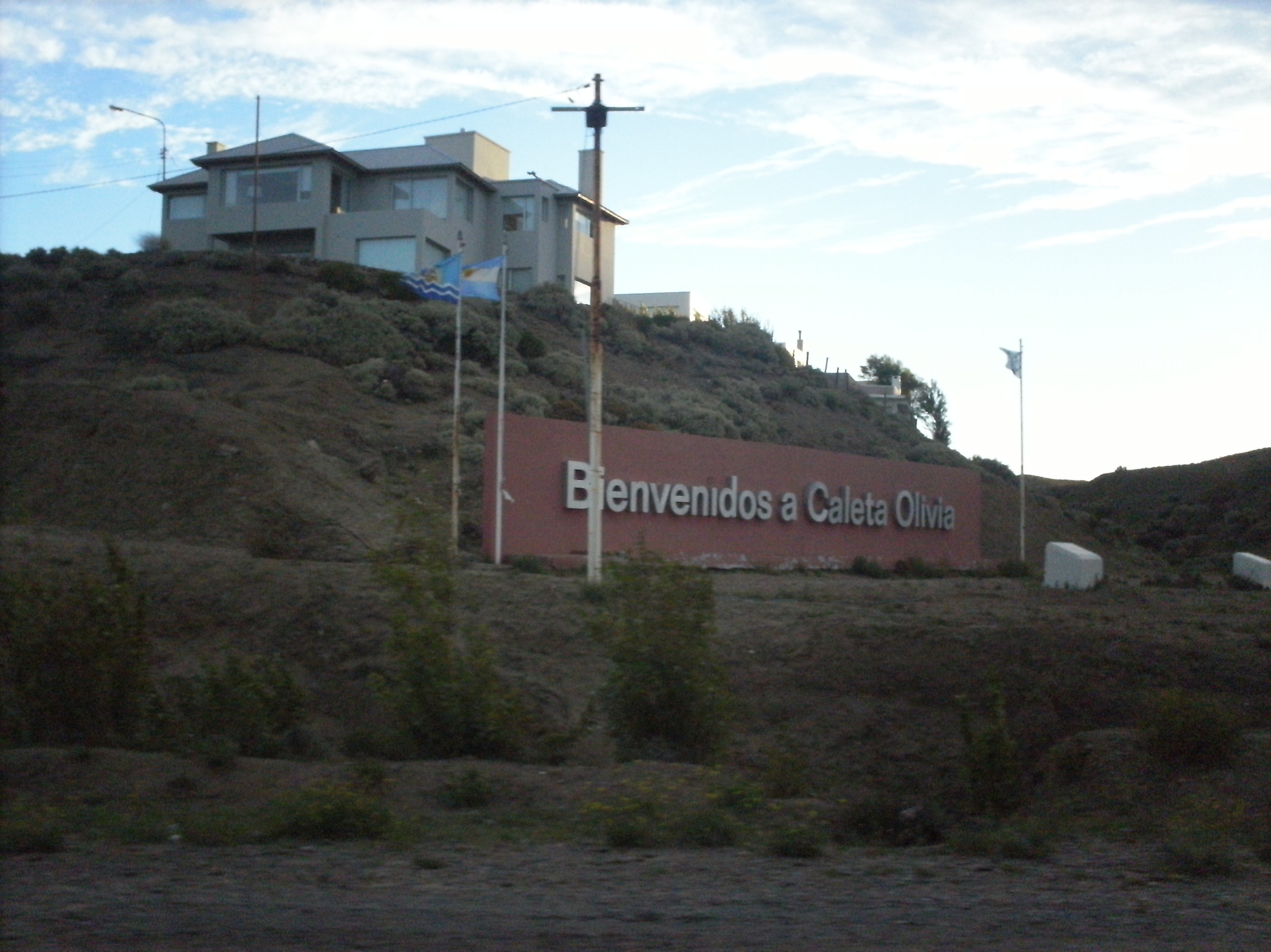
Cartel de bienvenida a la ciudad en la entrada norte.

En ese entonces, existían en el lugar aproximadamente una decena de viviendas, con una población de cincuenta habitantes. Estos primeros pobladores se dedicaron a la actividad ganadera en su mayoría en las estancias. Así, debieron soportar numerosas vicisitudes, entre las que se contaron la falta de combustible, agua y luz.
El 3 de junio de 1922 se creó la Dirección General de Yacimientos Petrolíferos Fiscales (YPF). Esto repercutió favorablemente en Comodoro Rivadavia (donde se encontró petróleo el 13 de diciembre de 1907) y por subsiguiente en Caleta Olivia. De aquí en más, la ciudad comenzó a vivir una nueva etapa.
La ciudad se modificó con el crecimiento: de un puerto intermediario a una ciudad con movimiento propio, como consecuencia de la radicación de capitales, que a partir de 1943, se instalarían en la localidad, entre ellos YPF, quien sería el principal sector de crecimiento en esta población. En ese año, se resolvió estudiar el suelo de Cañadón Seco —ubicado a diecisiete kilómetros al oeste—, obteniendo óptimos resultados, ya que en 1944, en la estancia de Urbano Alonso, se extrajo petróleo por primera vez —en la provincia de Santa Cruz—, en el pozo llamado O12 a una profundidad de 1613 m. Este descubrimiento trajo aparejado el asentamiento de mayor población y diversidad en servicios.
Las primeras casas que se construyeron para esos trabajadores que se dedicaban a la actividad petrolera, fueron las que hoy conforman el Barrio Parque, el lote de pabellones destinado al personal soltero de la empresa y posteriormente el actual Barrio 26 de Junio.
También en 1944 Caleta pasa a formar parte de la Gobernación Militar de Comodoro Rivadavia, viéndose beneficiada de la labor progresista castrense como cabecera departamental. Otra obra importante se dio en 1951, se inaugura la Sala de Primeros Auxilios de la ciudad, posteriormente Hospital Distrital y actual Hospital Zonal.
En 1955 desaparece la gobernación militar y 1957, se declaró Municipalidad la localidad de Caleta Olivia, al haberse constituido la provincia de Santa Cruz un año antes, perdiendo la cabecera departamental.
En 1969, en el marco de otro aniversario del descubrimiento del petróleo, se inauguró el Monumento al Obrero Petrolero «Gorosito». Este comenzó a construirse bajo la dirección del escultor Pablo Sánchez en el Club Ingeniero Knudsen, localizado donde hoy se encuentra la Parroquia San Juan Bosco.
A partir de la asunción del escribano Guillermo Palacios como intendente de la ciudad en 1971 y luego de una investigación intensa, se comenzó a festejar el aniversario de Caleta Olivia, el día 20 de noviembre.
En los años que siguieron, Caleta Olivia experimentó un gran crecimiento principalmente por la radicación de numerosas familias argentinas que provenían de provincias del norte para trabajar en la actividad petrolera. Esto tuvo un avance continuo hasta los primeros años de la década de 1990, momento en el cual se privatizó la empresa petrolera estatal YPF, lo que ocasionó una alta tasa de desocupación.
Ante esta situación, surgió otra alternativa por parte del estado provincial y el municipio local. De esa manera, se construye el puerto en Caleta Paula. Este puerto se inauguró en 1998 con el fin de crear una actividad poco explotada en la zona norte de la provincia. De esta manera, operan numerosas embarcaciones de altura y de buques Rada Ría, teniendo como empresa principal a CONARPESA. Además, formando parte de la misma, funciona la Planta Omega 3, que se encarga de trabajar con el aceite de calamar para elaborar diferentes productos alimenticios.
De esta manera, el petróleo y la pesca se consideran las principales actividades económicas y en el futuro, se puede tomar la actividad turística como otra alternativa de desarrollo, utilizando recursos renovables y brindando un progreso planificado a la localidad.
La ciudad fue golpeada por el temporal que acaeció en la región desde el 26 al 31 de marzo de 2017. En sus calles se produjeron anegamientos por agua y lodos, agrietamientos de calles de tierra, caída de postes de energía viviendas inundadas y hasta algunos evacuados. Si bien la caída fue violenta en comparación de los registros los 25 milímetros de manera espaciada lo que evitó la formación de torrentes repentinos. Gracias a ello no se sintió el desastre como en Comodoro Rivadavia.
La zona norte de la provincia permaneció aislada durante los días 30 y 31 por anegamientos en la ruta Nacional 3 y el avance del mar sobre la calzada asfáltica en la zona de La Lobería.

## Renacimiento
El factor a partir del cual este pequeño poblado se transforma rápidamente en una zona de asentamiento de nuevos inmigrantes, es el descubrimiento del petróleo. De aquí en más, esta ciudad, comienza a vivir una nueva etapa: el «oro blanco», factor económico fundamental en esta primera etapa, sería suplantado por el «oro negro».
El 3 de junio de 1922, se creó la Dirección General de Yacimientos Petrolíferos Fiscales (YPF), acontecimiento que repercutiría favorablemente en Comodoro Rivadavia donde se había realizado el hallazgo de petróleo el 13 de diciembre de 1907, y como consecuencia, se incrementó el interés en las zonas aledañas a Comodoro Rivadavia, centrándose en toda la franja costera lindante al golfo San Jorge.
De simple puerto intermediario, Caleta Olivia pasó a ser una ciudad con movimiento propio, todo ello como consecuencia de la radicación de capitales que a partir de 1943 se instalaron en la localidad, entre ellos YPF, quien sería el principal gestor de este crecimiento poblacional incipiente.
En el año 1943 esta empresa comienza con los trabajos de exploración. El 26 de marzo de 1944, en el área de Cañadón Seco, se inicia la perforación del emblemático Pozo O-12 de acuerdo a las directivas dadas por la División Geológica del Departamento de Exploración de YPF.
Tres meses después, a una profundidad de 1613 metros, fluye el tan preciado tesoro, iniciándose con el O-12 –declarado monumento provincial histórico– la explotación del llamado flanco Sur.
El domingo 29 de septiembre de 1946 se procedió a la inauguración oficial del yacimiento Caleta Olivia, que comprende la zona de Cañadón Seco.
Esto generó un apreciable cambio en la población de esta ciudad, embarcadero y cabecera comercial de la región petrolera santacruceña, que comenzó a crecer vigorosamente.
La explotación del petróleo cambió la composición de la población. Arribaron raudamente los obreros de otras zonas a hacerse cargo de las tareas más duras y riesgosas.
Del noroeste argentino llegaron del centro y norte argentino. Algunos no se adaptaron a las duras condiciones de vida y decidieron regresar, los que decidieron quedarse, sembraron aquí sus semillas y cuidaron con recelo sus frutos, apostando al futuro de esta tierra.

## Geografía

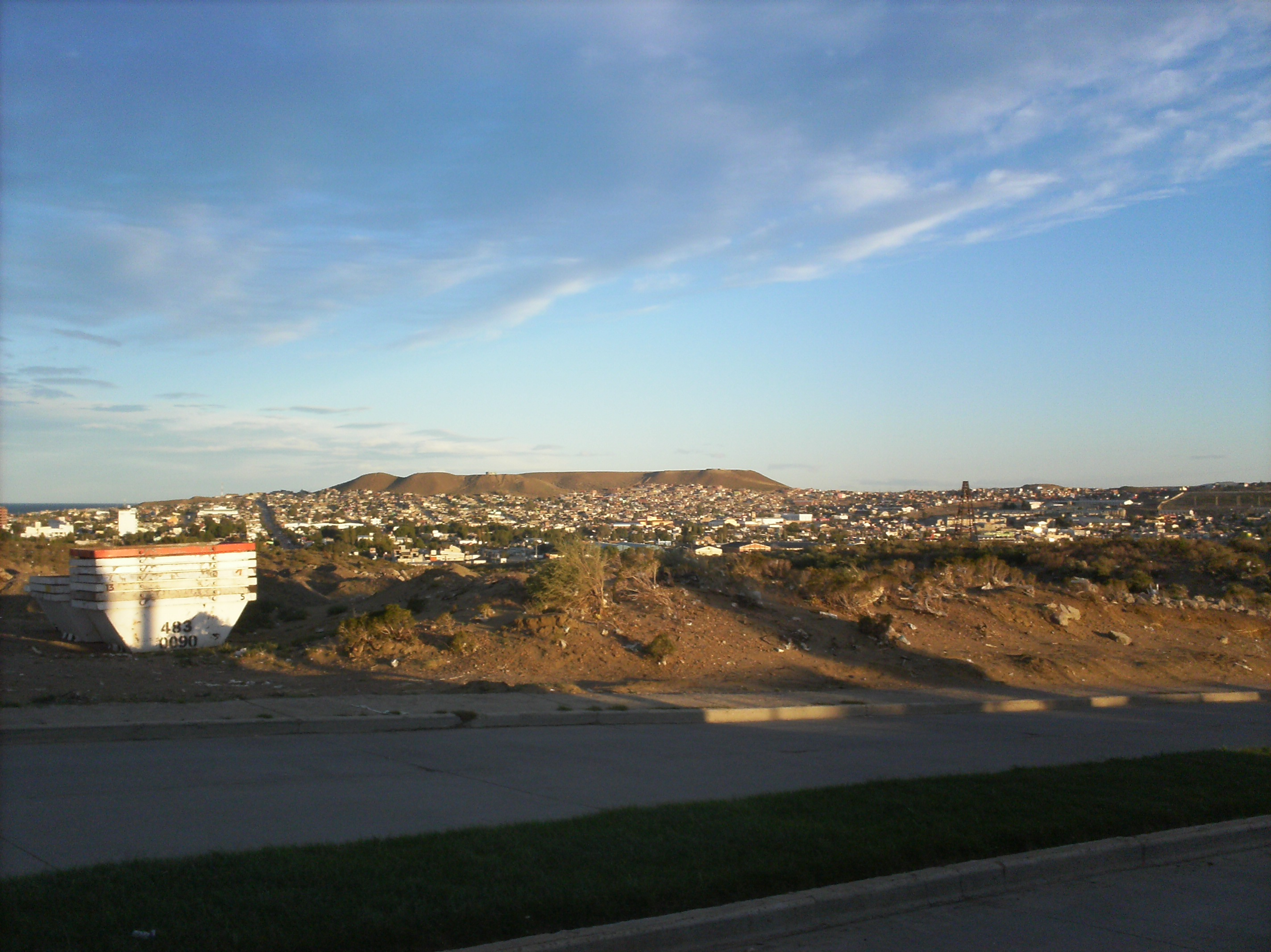
El panorama de extensión de la ciudad caletense que va más allá de planicies y trepa lomas.

La región presenta altiplanicies frecuentes dentro de la meseta central, con depresiones concéntricas de costas salinas. La meseta llega hasta el mar y tiene contacto directo con el Océano Atlántico. La costa es baja con playas de pedregullo, excepto un sector central, en donde existe un trecho corto de acantilados. Su característica es tener suelo desértico, erosionado constantemente por los vientos, mostrándose esqueléticas las zonas más expuestas, generalmente de tipo arenoso en las depresiones, y salinos en las partes anegadizas.
Dentro de la parte urbana el suelo sufrió transformaciones de remoción y relleno artificial. La geografía irregular da un paisaje atípico, descubriendo ciertas zonas de la ciudad petrolera con lomas y bajadas de distintas índoles. En el subsuelo existe un manto de pedregullo, suelo de variable granulometría, y disgregación, en la zona de barrancas y lomadas, el subsuelo se presenta más compacto y arenoso o arcilloso.
Lo que más se destaca en la ciudad por sus altas elevaciones son los cerros formados hace millones de años debido a la compresión entre dos capas de la superficie terrestre; los cerros más conocidos son el Cerro El Puntudo, Lomita Rebanal, Bicentenario, Águila, Poniente, Mirador, Salaberry, Norte y Sur, albergando así la mayor parte de la urbe.

## Clima
Caleta Olivia posee en clima de tipo marítimo con escasa humedad ambiental, en la zona de meseta el clima es más riguroso, dado que se caracteriza por su aridez.
- Vientos: provenientes del oeste tienen una velocidad media de 50 km/h. Se caracteriza por ser seco, de mayor intensidad en primavera y verano.
- Temperaturas: dada la ubicación relativa de la Localidad con respecto a la Provincia, son las más favorecidas. Temperatura promedio del agua: invierno 8º, primavera 9º, verano 12º, otoño 10º.
- Corrientes y mareas oceánicas: Tiene una velocidad promedio de 1,5 nudos, de dirección sudoeste-noroeste.
- Precipitaciones: son más intensas en invierno y primavera, siendo tanto el otoño como el verano de características seca. En dos horas de duración llueve un promedio de 5 mm. en invierno y primavera.
- Humedad relativa: los valores más altos corresponden a los meses de invierno con un 65 % y los mínimos en verano con un 5 %.
- Presión atmosférica: media anual 751 mm. Hg
- Diferencia de pleamar y bajamar. 3,10 m.

El día 15 de enero de 2012 la temperatura en Caleta Olivia alcanzó los 42,7 grados, lo que significó el día más caluroso de la ciudad de Caleta Olivia en estos 110 años de vida.
El día 13 de junio de 2012 la ciudad amaneció con una temperatura cercana a los 2 grados con presencia de nieve, hacía 7 años que no nevaba en la zona y 13 años que no nevaba con tanta intensidad.
| Parámetros climáticos promedio de Caleta Olivia, SC | Parámetros climáticos promedio de Caleta Olivia, SC | Parámetros climáticos promedio de Caleta Olivia, SC | Parámetros climáticos promedio de Caleta Olivia, SC | Parámetros climáticos promedio de Caleta Olivia, SC | Parámetros climáticos promedio de Caleta Olivia, SC | Parámetros climáticos promedio de Caleta Olivia, SC | Parámetros climáticos promedio de Caleta Olivia, SC | Parámetros climáticos promedio de Caleta Olivia, SC | Parámetros climáticos promedio de Caleta Olivia, SC | Parámetros climáticos promedio de Caleta Olivia, SC | Parámetros climáticos promedio de Caleta Olivia, SC | Parámetros climáticos promedio de Caleta Olivia, SC | Parámetros climáticos promedio de Caleta Olivia, SC |
| Mes                                                 | Ene.                                                | Feb.                                                | Mar.                                                | Abr.                                                | May.                                                | Jun.                                                | Jul.                                                | Ago.                                                | Sep.                                                | Oct.                                                | Nov.                                                | Dic.                                                | Anual                                               |
| --------------------------------------------------- | --------------------------------------------------- | --------------------------------------------------- | --------------------------------------------------- | --------------------------------------------------- | --------------------------------------------------- | --------------------------------------------------- | --------------------------------------------------- | --------------------------------------------------- | --------------------------------------------------- | --------------------------------------------------- | --------------------------------------------------- | --------------------------------------------------- | --------------------------------------------------- |
| Temp. media (°C)                                    | 18                                                  | 18                                                  | 16                                                  | 12                                                  | 9                                                   | 6                                                   | 5                                                   | 7                                                   | 9                                                   | 12                                                  | 15                                                  | 17                                                  | 12                                                  |
| Precipitación total (mm)                            | 14                                                  | 14                                                  | 18                                                  | 20                                                  | 26                                                  | 21                                                  | 23                                                  | 20                                                  | 11                                                  | 12                                                  | 10                                                  | 13                                                  | 200                                                 |
| Días de precipitaciones (≥ 1 mm)                    | 4                                                   | 4                                                   | 4                                                   | 5                                                   | 6                                                   | 6                                                   | 5                                                   | 6                                                   | 4                                                   | 4                                                   | 4                                                   | 5                                                   | 57                                                  |
| Horas de sol                                        | 493                                                 | 406                                                 | 400                                                 | 387                                                 | 307                                                 | 276                                                 | 298                                                 | 335                                                 | 369                                                 | 434                                                 | 468                                                 | 508                                                 | 4681                                                |
| Humedad relativa (%)                                | 42                                                  | 44                                                  | 48                                                  | 52                                                  | 61                                                  | 64                                                  | 63                                                  | 59                                                  | 53                                                  | 47                                                  | 43                                                  | 41                                                  | 51                                                  |
| Fuente: Weatherbase - Caleta Olivia                 |                                                     |                                                     |                                                     |                                                     |                                                     |                                                     |                                                     |                                                     |                                                     |                                                     |                                                     |                                                     |                                                     |

## Deportes

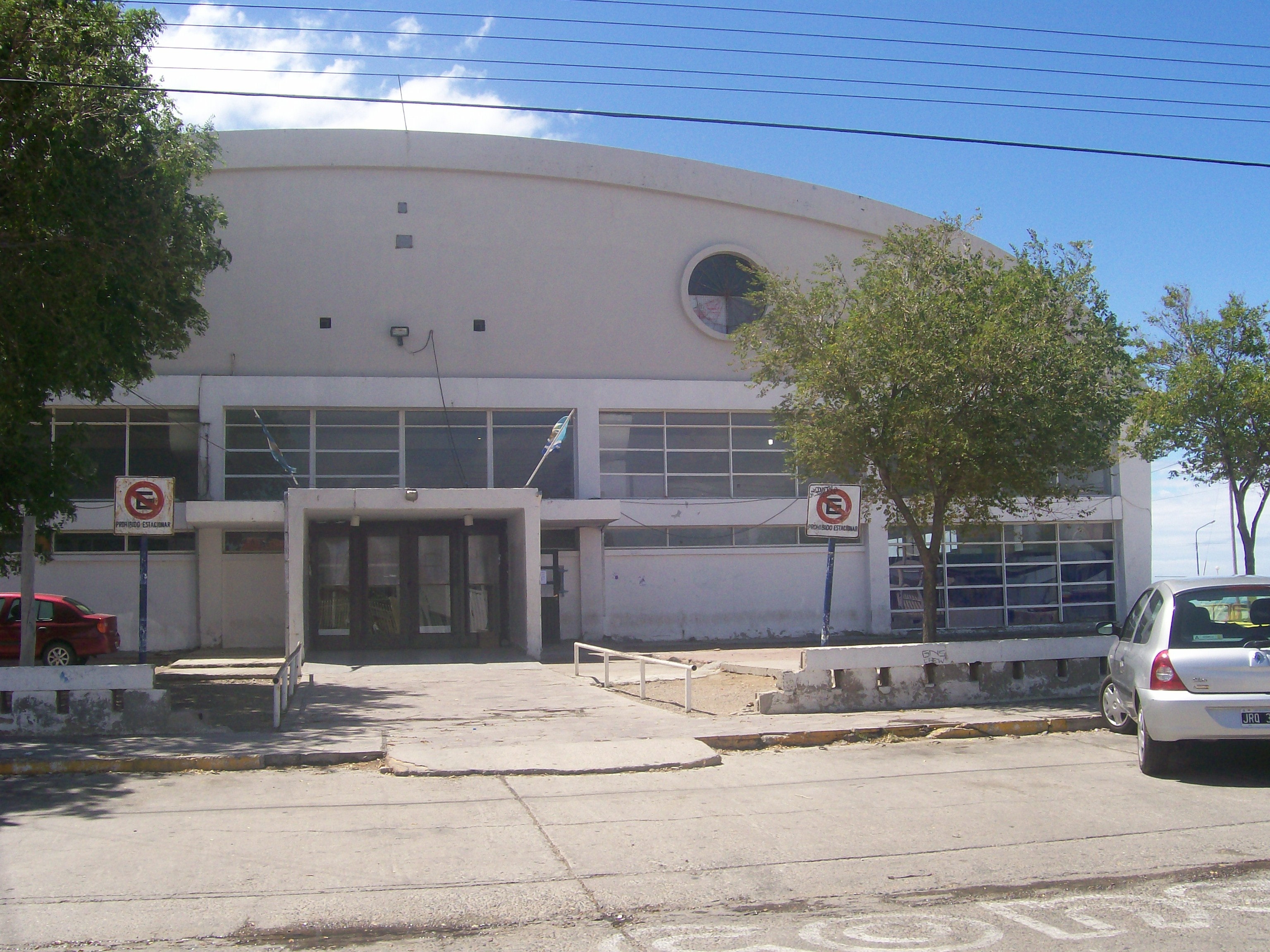
Complejo principal en la ciudad.

La localidad cuenta con varios lugares, cerrados y abiertos, para hacer deportes.
Tiene una extensa Costanera para hacer «footing», además de diferentes «canchas» o estadios de fútbol, vóley y básquet que, colaboran en el desarrollo disciplinar de sus habitantes.
Es también, un lugar de encuentro de los amantes de las competencias automovilísticas; cuenta con un Autódromo denominado «Harry Regensburger», en referencia a uno de los primeros pobladores de la zona. La ciudad fue más conocida en los medios de comunicación nacionales, por la presencia del boxeador Jorge Locomotora Castro, quien se destacó en varias competencias profesionales.
Además, la ciudad cuenta con una notable cantidad de adeptos al taekwondo, reconocidos a nivel nacional e internacional, del estilo W.T.F.

### Gimnasios
En la ciudad existen siete gimnasios importantes, entre ellos son:
- Complejo Deportivo Municipal Ingeniero Knudsen
- Complejo Deportivo Municipal General Enrique Mosconi
- Gimnasio Municipal Mirta Rearte
- Gimnasio Municipal Gobernador Gregores
- Gimnasio El Mirador

Entre los equipos se encuentran:
- Liga de Fútbol Norte de Santa Cruz
- San Jorge Rugby Club (Unión de Rugby Austral)
- Municipal, Estudiantes (Liga de Básquet de Comodoro Rivadavia)

### Fútbol
La ciudad es la sede de la Liga de Fútbol Norte de Santa Cruz, que cuenta con veintinueve equipos y dos filiales, una en Las Heras y otra en Puerto Deseado, el campeón de cada filial, juega el Torneo del Interior. Cuatro de sus clubes más grandes son Club Talleres, Catamarca FC, Estrella Norte y Olimpia Juniors con gran cantidad de público.

### Estadio
La ciudad cuenta con el Estadio Municipal Juan Domingo Perón, con capacidad para once mil espectadores cuya ubicación se sitúa entre las calles Los Pinos, Lavalle y Jujuy. Este estadio es utilizado frecuentemente por varios clubes pertenecientes a la Liga de Fútbol Norte de Santa Cruz.
Gradas: Posee dos tribunas y ambas son de cemento, la más importante (donde están las seis cabinas de transmisión) da a la calle Los Pinos. Detrás de los arcos no hay tribunas. A espalda de uno de ellos, existe (en el total del ancho de la cancha) un sector para estacionamiento de autos.
El 17 de enero de 1987, y con piso de tierra, se llevó a cabo la inauguración oficial del estadio con el partido disputado entre la Selección de la Liga Norte de Fútbol enfrentando al Club Atlético Vélez Sársfield de Buenos Aires, partido que terminó con la victoria de Vélez por uno a cero con gol de Meza en el segundo tiempo.
El 25 de octubre se llevó a cabo la reinauguración, con las mejoras hechas por el Gobierno de la Provincia conjuntamente con la Municipalidad local, en vísperas de la sede caletense de los X Juegos de la Araucanía, pero esta vez, la vedette fue el césped.
Desde la fecha de su inauguración al día de hoy, todos los partidos que los Clubes caletenses jugaron por Torneos de Ascenso se disputaron allí, dejando descansar al Estadio de Estrella Norte.
No sólo los equipos de Caleta Olivia han jugado en el Municipal, la CAI de Comodoro Rivadavia y por el Nacional B también ha disputado partidos de local en este Estadio, recordándose entre otros, el jugado hace poco tiempo atrás entre el «azurro» y Unión de Santa Fe, congregando a cerca de diez mil personas en sus tribunas.

## Economía

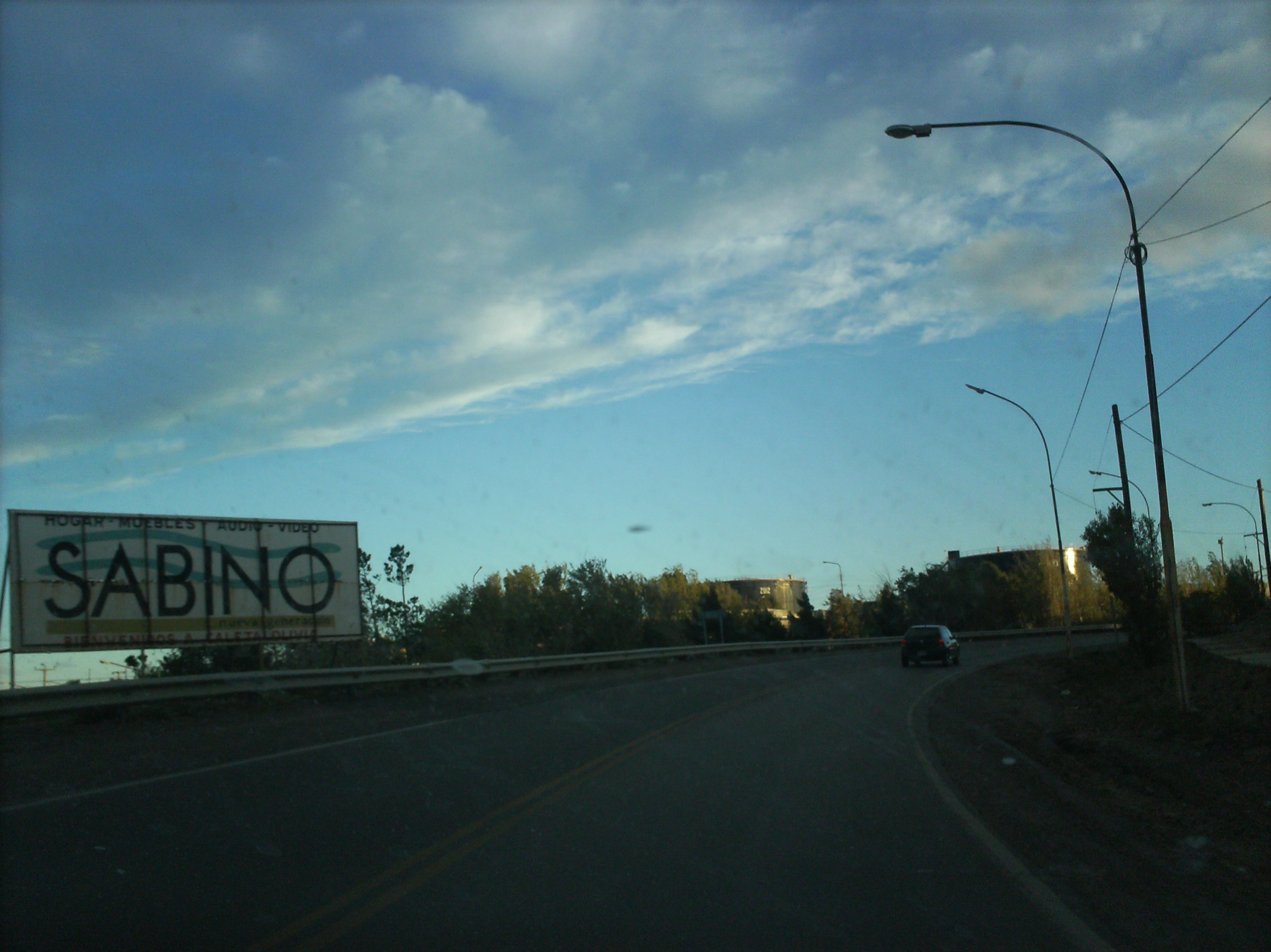
Paseo por los tanques de crudo en la entrada de Caleta Olivia.

La economía gira principalmente en torno a la actividad petrolera, pesquera y en menor medida el turismo. Cerca de siete mil personas —3300 municipales; 3230 cooperativas, cuatrocientos setenta subsidiados—, trabaja directamente dependiendo de la municipalidad, incluyendo a las personas subsidiadas llamadas «Personal del Plan 1840». y a las más de 50 cooperativas.
El referente del sindicato de obreros y empleados municipales (SOEM) es, en la actualidad Julián Carrizo.
- Combustibles: su explotación la llevó ser la ciudad de hoy, siendo fundamental para su economía, también se extrae gas y derivados.
- Pesca: la actividad posee un gran desarrollo, lo que se desprende de la gran cantidad de empresas existentes.
- Turismo: de reciente desarrollo y en creciente expansión.

### Turismo

#### Circuitos históricos y turísticos
Comienza sobre el sector comprendido del casco céntrico, el accidente geográfico la «caleta», que por su significado histórico, hace referencia a la llegada del buque Guardia Nacional. También la construcción de la línea telegráfica, el asentamiento de los primeros pobladores, en su mayoría europeos y una descripción de las viviendas que permanecen intactas en ese lugar.

##### Antiguas viviendas
- «Primera casa»: Ubicada cerca del muelle de la caleta, esta fue la primera casa, del año 1903 y perteneciente al inmigrante alemán Ernesto Romberg, quien vino a los 25 años y se asentó, construyó su propia casa y se dedicó a la actividad ganadera.
- «Casa Vieja»: Denominada así en la actualidad por los vecinos de Caleta Olivia, esta vivienda se encuentra ubicada en la calle que lleva su nombre a la altura de Almirante Brown. Perteneció a uno de los primeros pobladores, el Sr. Juan Álvarez. Fue allí el primer almacén del incipiente pueblo; la familia Álvarez era procedente de España. La Casa fue construida de madera, paredes de cinc, barro y una estructura de alambre.
- Casa «Maimo»: Se encuentra contigua a la Casa que pertenecía a Don Juan Álvarez, en la calle homónima.  Propiedad del Sr. Maimo y esta a la espera de ser declarada patrimonio histórico de la ciudad, por ser la muestra más original de la época.

Luego se explica la expansión de la ciudad gracias al descubrimiento del petróleo en zonas aledañas (Cañadón Seco). Se recorren los barrios que fueron construidos y planificados por la Empresa Petrolera YPF.
- «Barrio Parque»: Fue el primer barrio inaugurado por la Empresa Estatal YPF en la localidad. Allí se radicaron las personas provenientes del norte, quienes venían a trabajar en la actividad petrolera y que además traían como tradición familiar el cultivo de la finca.  Ubicado sobre el sector oeste de la ciudad, más precisamente en el acceso norte de la localidad, por la Ruta Nacional N°3 a mano izquierda.
- «Ex Hospital de YPF»: Empresa encargada de construir el Hospital YPF. Inaugurado en el año 1963 y su principal función consistió en asistir en materia de salud a los empleados de la empresa y sus familias.
- «Barrio 26 de Junio»: A principios de la década de los 50, comienza a construirse este barrio. Estas viviendas fueron otorgadas a las familias de aquellos hombres de oficios más calificados que el de los obreros. Sus paredes fueron construidas de material, a diferencia del Barrio Parque, cuyas casas fueron elaboradas con madera.

Se llega hasta el Monumento que representa a los trabajadores petroleros y la entrega de los recursos gasíferos y petrolíferos de la zona al resto del país y el mundo.

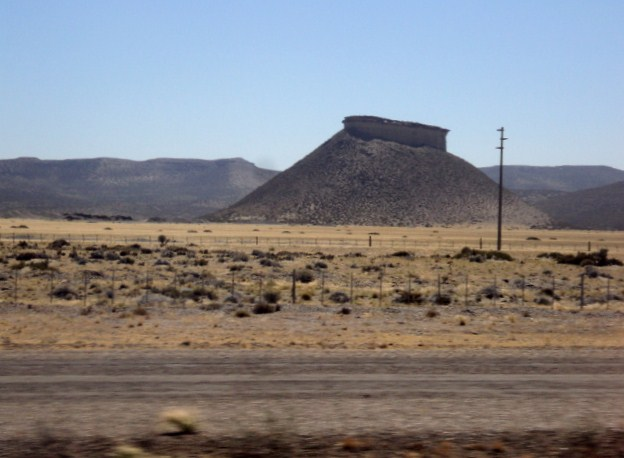
El Pan de Azúcar en las inmediaciones de la ciudad.

- «Monumento al Obrero Petrolero»: Gran obra de arte, que hace referencia a un obrero patagónico ejerciendo la dinámica energética de la apertura de una válvula.
- «Ex Gamelas de YPF»: Son dos grandes pabellones, construidos de madera. Allí se albergaban los trabajadores solteros de la empresa YPF, que en su mayoría arribaban desde el Noroeste Argentino. Una de esas gamelas, ofrecía el servicio de gastronomía.

Finalizando el recorrido referente a la etapa petrolera,  continúa hasta el puerto local, ubicado a cuatro kilómetros y medio del casco urbano. Allí finaliza el circuito retornando al lugar de partida.
- «Puerto Caleta Olivia»: Inaugurado en 1998 por un proyecto a nivel provincial. Es un puerto interior, ubicado sobre una caleta natural, cuya realización se llevó a cabo en tierra, removiendo 3 300 000 m³ de suelo. Ocupa un predio de ciento diez hectáreas.

Este puerto está apto para la operación de buques pesqueros congeladores pesqueros costeros y mercantes.
Dispone de un muelle de 445m en sentido oeste-este y 250m en sentido norte-sur. Cuenta con dos coferdanes que conforman la boca de entrada, el coferdán norte es utilizado como muelle para el atraque de las diversas embarcaciones.
En sentido suroeste, se ubica el nuevo astillero, el cual permite efectuar las reparaciones a buques pesqueros con más de 60m de eslora. Pertenece a la empresa Astilleros Patagónicos Integrados.

#### Circuito Turístico Natural

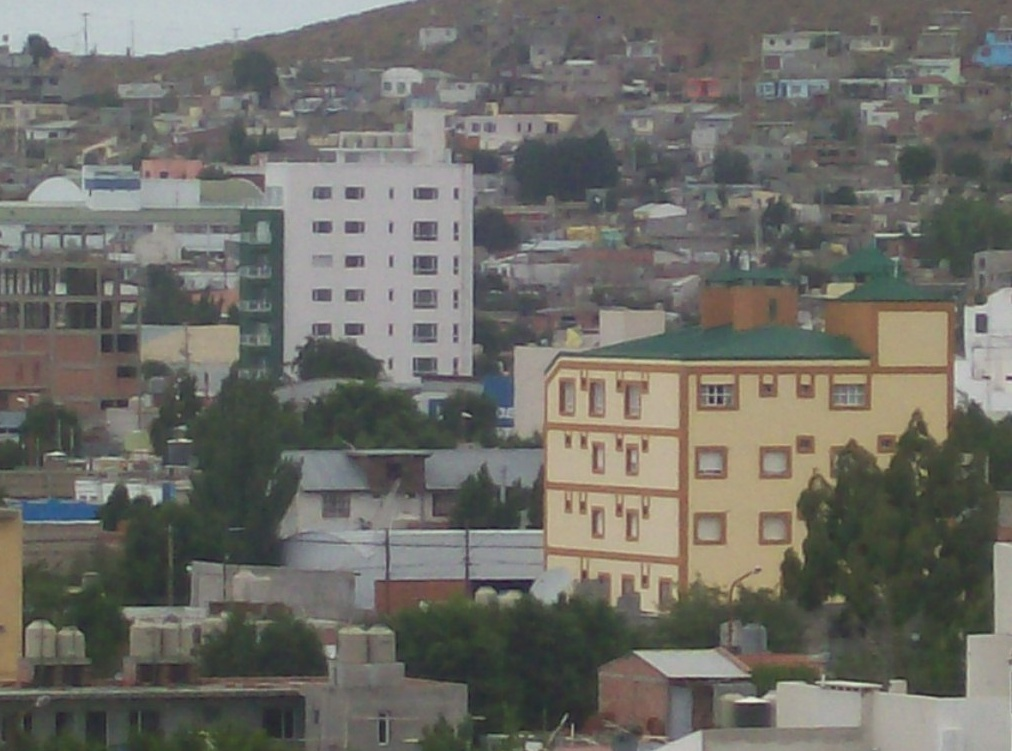
Algunas edificaciones en altura en la ciudad.

Que el excursionista logre una identificación del paisaje natural que ofrece la ciudad de Caleta Olivia y sus alrededores es el principal objetivo de este circuito, con una duración de dos horas aproximadamente en transporte terrestre
Dentro del itinerario, se realiza una primera parada en «la caleta», declarada Reserva Natural Municipal, en la cual encontramos gaviotas y cormoranes y sobre las rocas (restinga), durante la bajamar, mejillones, caracoles, estrellas y erizos de mar.
El recorrido continúa por la costanera local, divisando con la marea baja, la diversidad de vida marina, observando las algas verdes («musgo de mar» y «lechuga de mar»), que viven sobre las rocas en zonas de baja profundidad; numerosas algas rojas.
Se visita el Puerto Caleta Paula donde se ubican los diferentes tipos de embarcaciones que operan para la Empresa Conarpesa y otros particulares. Se realiza una pequeña caminata en el lugar.
Luego, se accede a un mirador desde donde se pueden avistar los lobos marinos de un pelo y avifauna marina.
En las playas aledañas al puerto (sector sur), se pueden observar lobos marinos de un pelo, especie que cuenta con protección municipal, además de patos, cormoranes, ostreros y gaviotas que constituyen una importante y variada biodiversidad en las costas y en el mar.
Para tener conocimiento de la flora patagónica, se puede recorrer un circuito educativo ubicado sobre la Ruta Nacional N°3, a 15km al sur de la ciudad. Se encuentra conformado por un sendero con información ambiental. Es un trayecto de aproximadamente 30 minutos, en el cual se van señalizando por predominancia, las diferentes zonas de plantas.
- Caminata al Faro:

1.º parada:
La caminata comienza en la caleta, donde se hace una pequeña descripción geográfica e histórica (información en el circuito histórico) para introducir el significado natural de la misma, por constituirse una reserva natural. También se da información de las especies que se pueden pescar.
Luego, se camina hacia el muelle antiguo. Allí se detallan las formaciones de las playas en la costa patagónica: canto rodado y arena.
2.º parada:
Se camina por la plataforma continental o «restinga», observando la flora y fauna marina de la costa y comentando sus características principales y utilizaciones.
3.º parada:
Se asciende hasta un mirador cercano al predio de la playa de tanques Termap y se lleva a cabo una explicación sobre las distintas zonas de marea: sistema litoral, marea roja y de especies comunes que se pescan sobre la costa.
4.º parada:
Un poco más adelante, se realiza una descripción de la flora autóctona de la estepa patagónica, sus características, comparaciones con la flora cordillerana y adaptaciones.
- Circuito de la Ruta Escénica

Sin dudas, el mayor atractivo natural desde que se ingresa a la ciudad de Caleta Olivia lo constituye su costa. La Ruta Nacional N°3 recorre desde Comodoro Rivadavia hasta Caleta Olivia unos 78km,  bordeando la costa patagónica entre majestuosos acantilados y playas de arena fina y canto rodado. Una postal para no olvidar.
En el marco del «Verano más Austral», la ciudad ofrece estas playas atractivas, presentando las temperaturas más cálidas de la Patagonia Sur, que invitan a disfrutar del sol, el mar. Se pueden realizar actividades recreativas tales como vóley, fútbol playero, campamentos y actividades náuticas: kayak, jet-ski, kitesurf, windsurf y pesca.
- Pesca

En estas playas, se reúnen las condiciones necesarias para practicar la pesca costera. Existen parajes donde se pueden capturar especies todo el año, como el pejerrey patagónico y el róbalo. Durante la época estival (diciembre, enero, febrero y marzo) se logran capturar rayas, tiburones cazones gatopardo, gatuzo, pez gallo, mero y palometa.
La pesca de mar está permitida durante el año, en las playas aledañas del norte y del sur, el método de pesca más utilizado por los pescadores locales es la línea fija de profundidad para todas las especies mencionadas, consistiendo en una caña común utilizando carnada como señuelo.
Las playas más comunes para la práctica de esta actividad son, hacia el norte Playa Bonita, La Lobería, Bajada de la Osa, La Encajada, La Alambrada, La Escondida (allí se lleva a cabo el Torneo de pesca «Las 6 horas del pejerrey»), El Cerrito, Fraszcher, Quieta, Laguna de los Patos. Hacia el sur, CADACE, Bahía Lángara, Supe, Las golondrinas, entre otras.

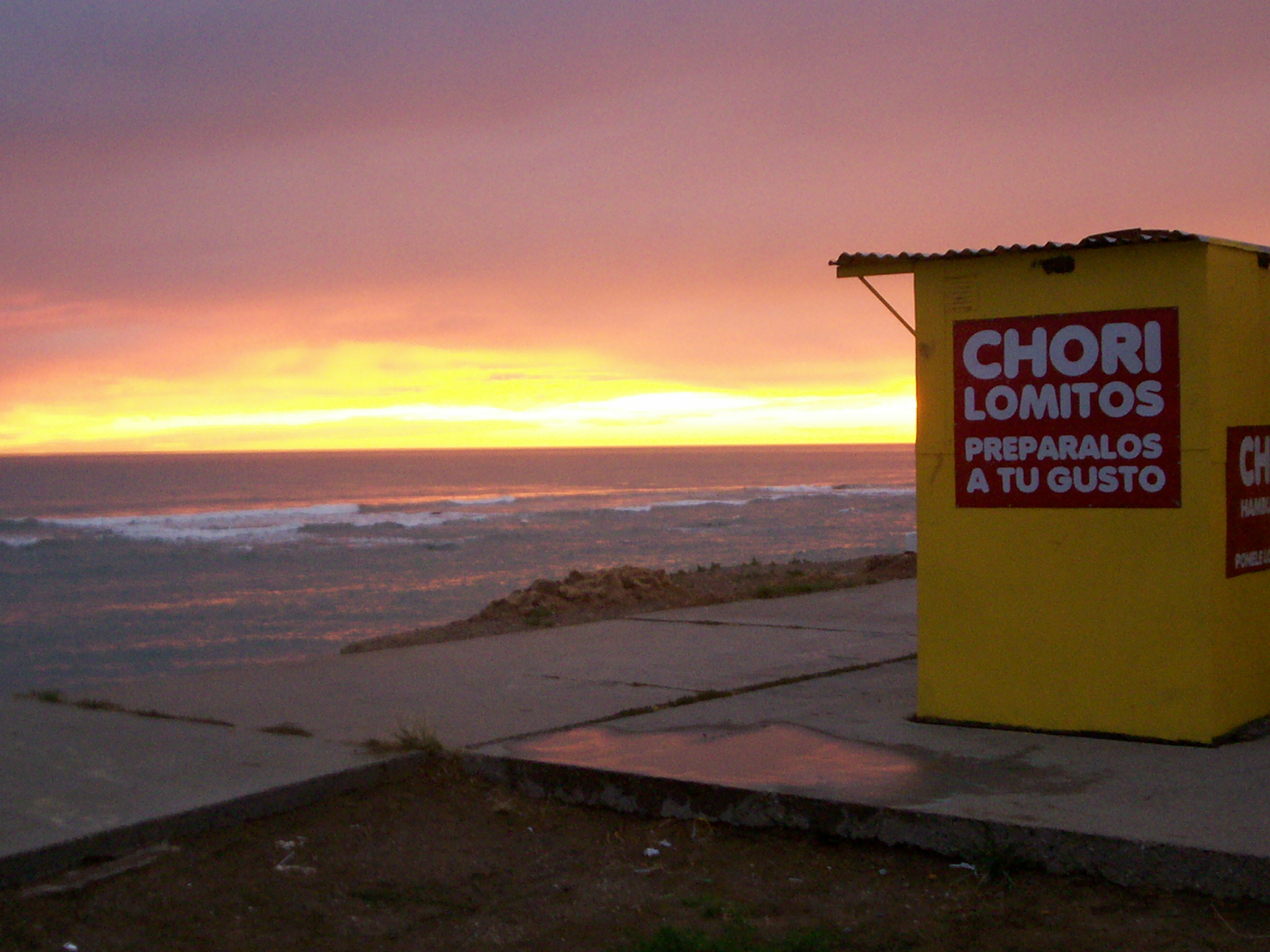
Amanecer en Caleta Olivia.

##### Playas

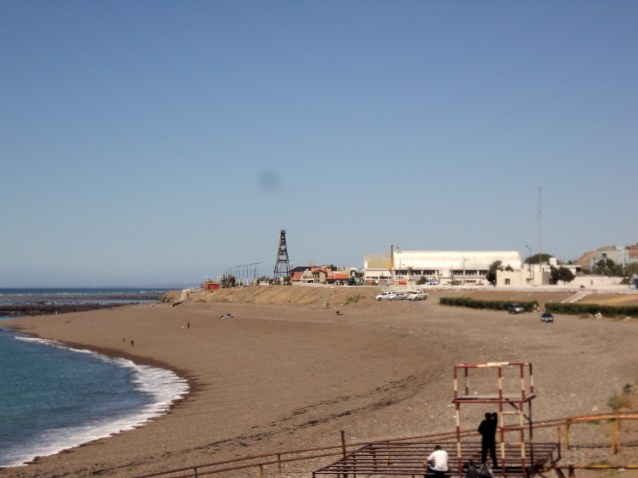
Vista de la playa cercana al ex puerto, se divisa cuya composición es de canto rodado y rambla de la costanera.

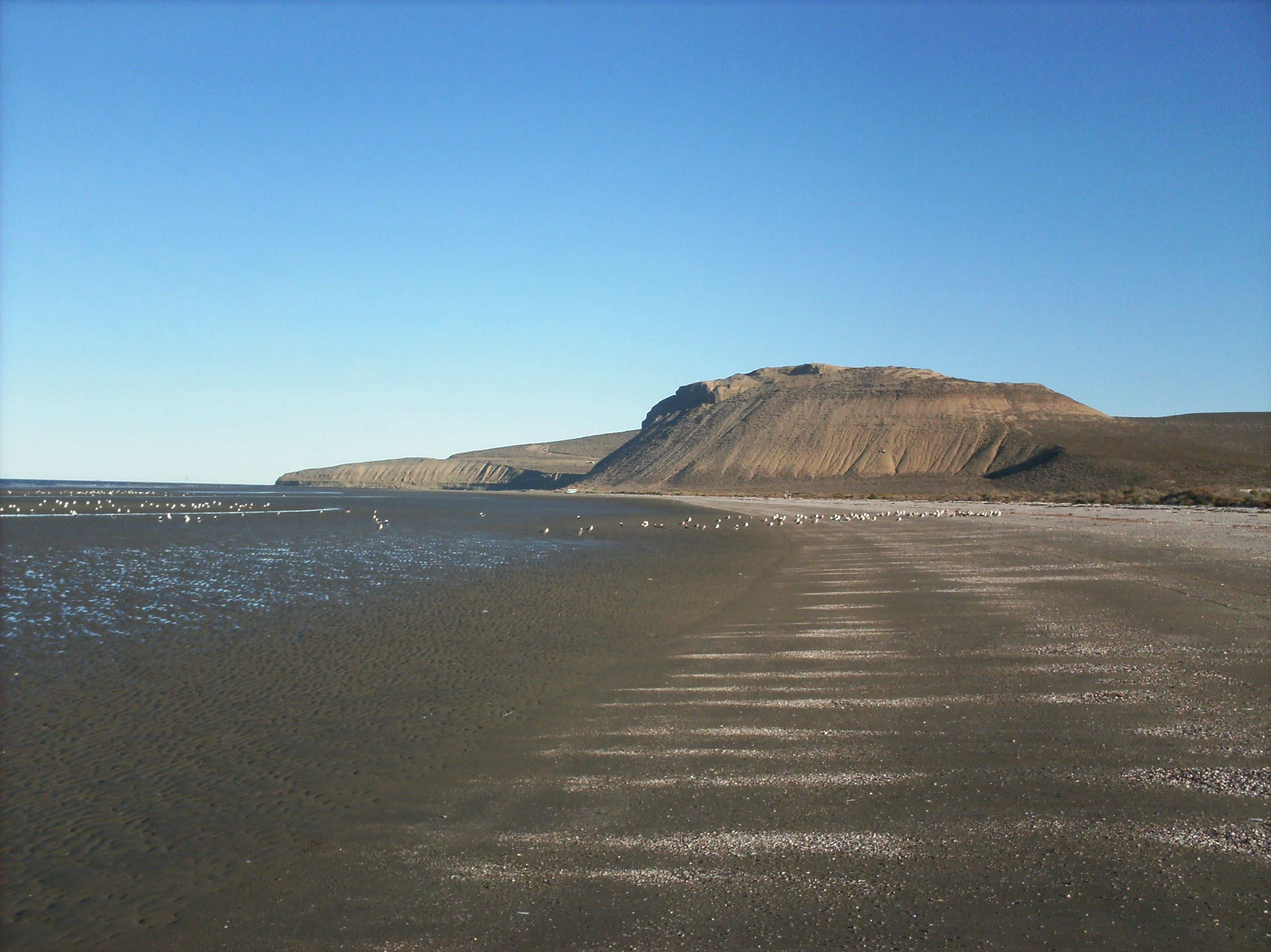
Vista de la playa Virgen de los Límites rodeada de puntas que se adentran en el mar en medio de arena fina. Se observa la imponente Punta Peligro.

A lo largo de la costa del Golfo San Jorge, entre Caleta Olivia y Comodoro Rivadavia se divisan una cantidad considerable de playas a lo largo de más de 100 km, caracterizadas por contener arena y canto rodado, suelen ser muy concurridas en el verano y además, se caracterizan por ser los balnearios cálidos más australes del mundo.
Las playas muy atractivas en las cuales, a pesar de encontrarse tan al sur, pueden disfrutarse en verano de altas temperaturas. En ellas, además del atractivo que sol y mar suponen ya de por sí, se realizan actividades recreativas tales como vóley, fútbol playero y campamentos o actividades náuticas como kayak, jet-ski, kitesurf y windsurf.
Las principales playas que rodean la costa son (ordenadas de norte a sur):
- Al norte de la urbe:
  - Playa Caleta Córdova
  - Playa Restinga Alí
  - Playa km 8
  - Playa km 5
  - Playa km 4
  - Playa km 3
  - Balneario Comodoro Rivadavia
  - Playa 99
  - Playa Stella Maris
  - Balneario Rada Tilly
  - Playa Bonita
  - Playa La Herradura
  - Playa Los Límites
  - Playa La Tranquera
  - Playa Alsina
  - Playa La Lobería
  - Playa Bajada de la Osa
  - Playa La encajada
  - Playa La Alambrada
  - Playa La Escondida
  - Playa El Cerrito
  - Playa Fraszcher
  - Playa Quieta
  - Playa Laguna de los Patos
  - Playa Las Roquitas
  - Balneario Caleta Olivia

- Al sur de la urbe:
  - Playa CADACE
  - Playa Lancha de Agüero
  - Playa El Cruce
  - Playa La Zaranda
  - Playa Bahía Lángara
  - Playa SUPEH
  - Playa Los Sauces
  - Playa Las Golondrinas
  - Playa Barco Hundido

#### Lugares de interés

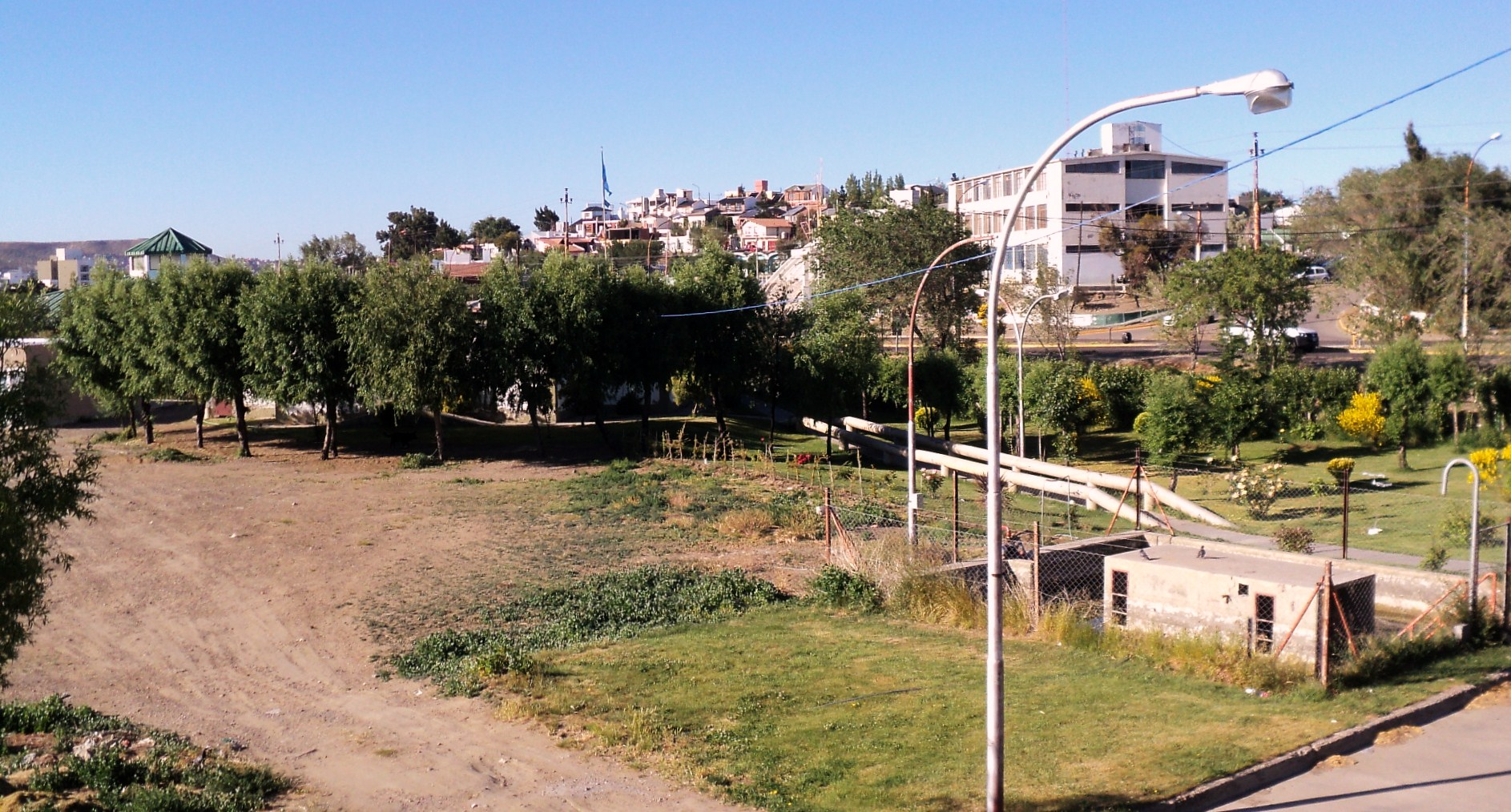
Parte del panorama urbano de la ciudad, presentando lomas y torres del centro de Caleta de hasta 3 pisos.

- Entre sus monumentos el que más la caracteriza, es la estatua llamada «El Gorosito» escultura en homenaje el obrero petrolero.

- Paseo costero: la ciudad cuenta con un bello y extenso paseo costero, que posee playas de cantos rodados gruesos y muy finos en algunos sectores.

- La lobería: el paraje se encuentra kilómetros al norte, fue antaño lugar donde se masacraba a una enorme colonia de lobos marinos, que hoy en día no se encuentra más en ese lugar por la explotación sufrida, para obtener sus pieles, grasas y aceites. El lugar cuenta con un resto bar y exhibe parte de la historia de Caleta Olivia y de la que fue una sus principales actividades económicas en sus comienzos.

##### Ocio
La ciudad cuenta con varias discotecas y bares de las cuales se puede destacar Cebra Disco, Isidoro Disco Pub, Infinity Disco y K´ruso Pá Disco en donde cuenta con amplios estilos musicales y diferentes espacios cubriendo todas las necesidades nocturnas, también se puede destacar lugares de gran concentración que desaparecieron como Neón Disco, Eterno Disco, Tijuana Disco, La Roca, Latino Disco, Tricolor y Adeleyn.

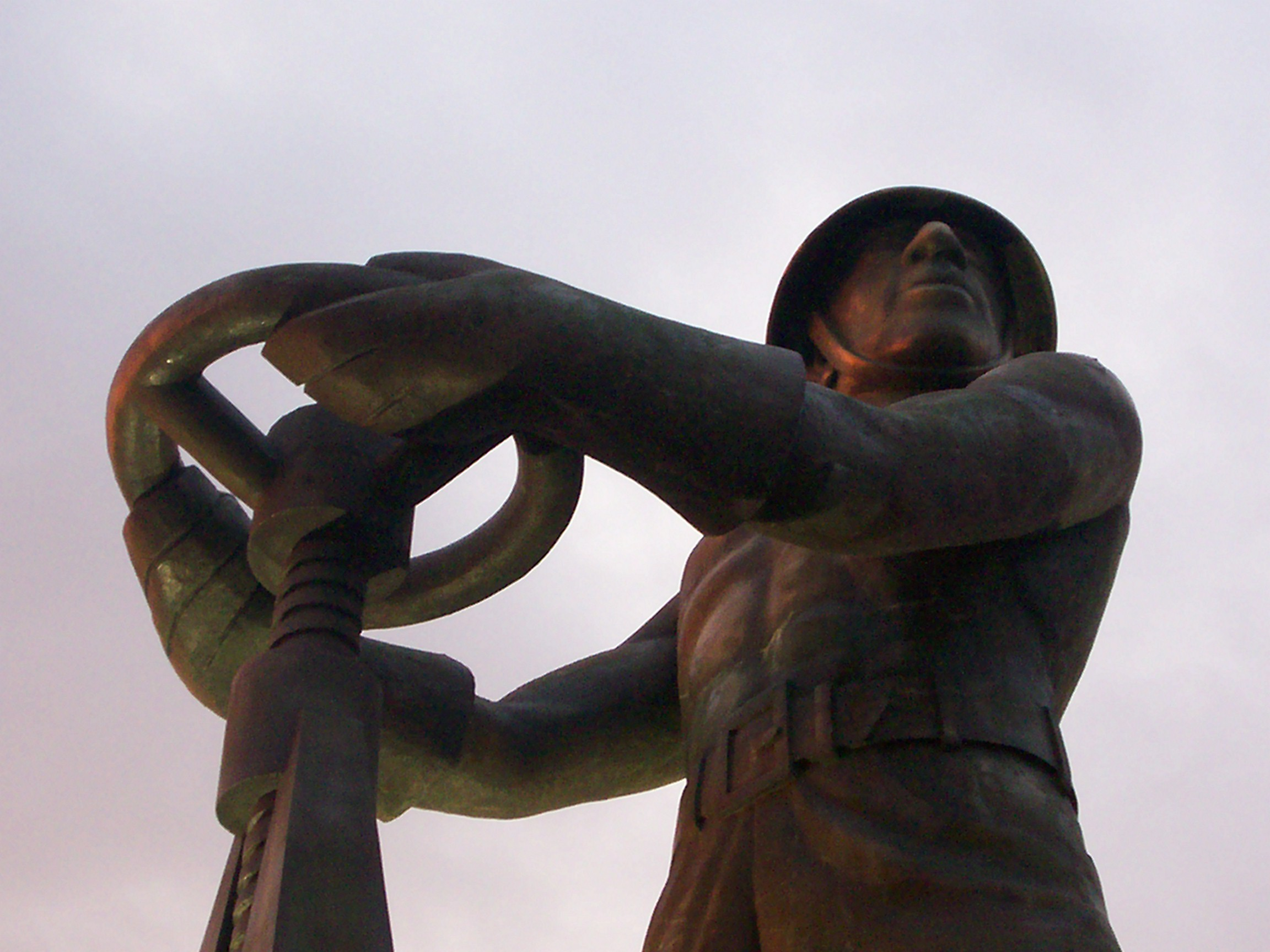
Monumento al Obrero Petrolero (Caleta Olivia).

#### Monumento al petróleo
La ciudad de Caleta Olivia cuenta con el monumento al obrero petrolero «El Gorosito», que simboliza en realidad el monumento al petróleo en Argentina.
El mismo está representado por la figura de un hombre al pie del pozo de producción dando inicio a la dinámica energética que alimenta al país.
El monumento, de unos 13 metros de altura, fue inaugurado el 13 de diciembre de 1969, cuando la construcción más alta del pueblo no superaba los 4 metros y medio, y desde entonces es testigo del crecimiento de esa comunidad.
En su base se encuentran placas alusivas en homenaje a los pioneros del petróleo en la Patagonia, Fuchs y Beghin; a los caídos en cumplimiento del deber; a las instituciones que posibilitaron la obra; a las colectividades extranjeras y a las Asociaciones Provincianas y Centro Vecinales.
El monumento simboliza la actividad petrolera de la zona y del país, ya que al abrir la válvula se pone en actividad la producción controlada, quedando implícito el trabajo y responsabilidad que asume el hombre en la boca de perforación. Así como también rinde homenaje a todos los hombres concurrentes de los rincones más alejados del país que arribaron en busca de nuevos horizontes.
Además el torso desnudo de la figura, que representa el hombre en supremo esfuerzo, y la mirada hacia el norte, muestran la actitud del obrero expresando lo que la Patagonia le entrega al país, la riqueza de su suelo.

## Demografía
Aunque la ciudad pertenezca a la provincia de Santa Cruz tiene mayor relación con la zona sur de Chubut, esto es el resultado del descuido de la provincia hacia el municipio, además tiene un fuerte hermanamiento con las ciudades de Rada Tilly y Comodoro Rivadavia que con Pico Truncado, Las Heras o Puerto Deseado, debido a que las 2 ciudades chubutenses ya mencionadas presentan una historia, actualidad y toponimia similar a Caleta Olivia.

### Población
El censo poblacional realizado en el año 1912, arrojaba la cifra de 82 habitantes y el censo territorial de 1920 una cantidad de 130 habitantes, cifras que representan la paralización que sufrió el pueblo como consecuencia del ferrocarril. El censo del 1947 arrojaba la cifra de 161 habitantes. En el censo 1980 tuvo una población de 20141. Para 1991 se registró 27899 habitantes. Contaba con 36 077 habitantes (Indec, 2001), de los cuales el 49,5% son mujeres y el 50,5% son hombres, lo que representa un incremento del 29,3% frente a los 27 899 habitantes (Indec, 1991) del censo anterior.
En la década de los 2000, Caleta se incrementó de manera exponencial en cuanto a los habitantes, pasando de 36 077 en 2001 a 51 733 según el censo de 2010. Este dato ubicó a Caleta Olivia entre las 10 ciudades más pobladas de la Patagonia argentina, segunda de Santa Cruz detrás de Río Gallegos, y la más populosa del departamento Deseado, superando incluso a su cabecera.
La población presentó un notorio estancamiento registrado en el censo de 2022 56.298 habitantes. A pesar de esto aglomeró casi el 20% de la población provincial. 
La ciudad aglomera un conjunto de poblados, en los cuales se conformaron comúnmente producto de la actividad petrolera tales como Cañadón Esther, El Mangrullo, La Boya, Las Golondrinas, Bahía Lángara, Cañadón Quintar y más de 6 estancias a cargo de la caleta rural.
En otro dato relevante se estima que Caleta podría llegar a conformar un aglomerado urbano con la localidad de Cañadón Seco, distanciada a 7 kilómetros. De hecho este trecho ya se acortó dado que la ciudad del Gorosito tiene en si un aglomerado que contiene barrios a 6km del casco céntrico. Caleta Olivia cuenta con un total de 46 barrios y distintas zonas suburbanas.

### Evolución histórica poblacional

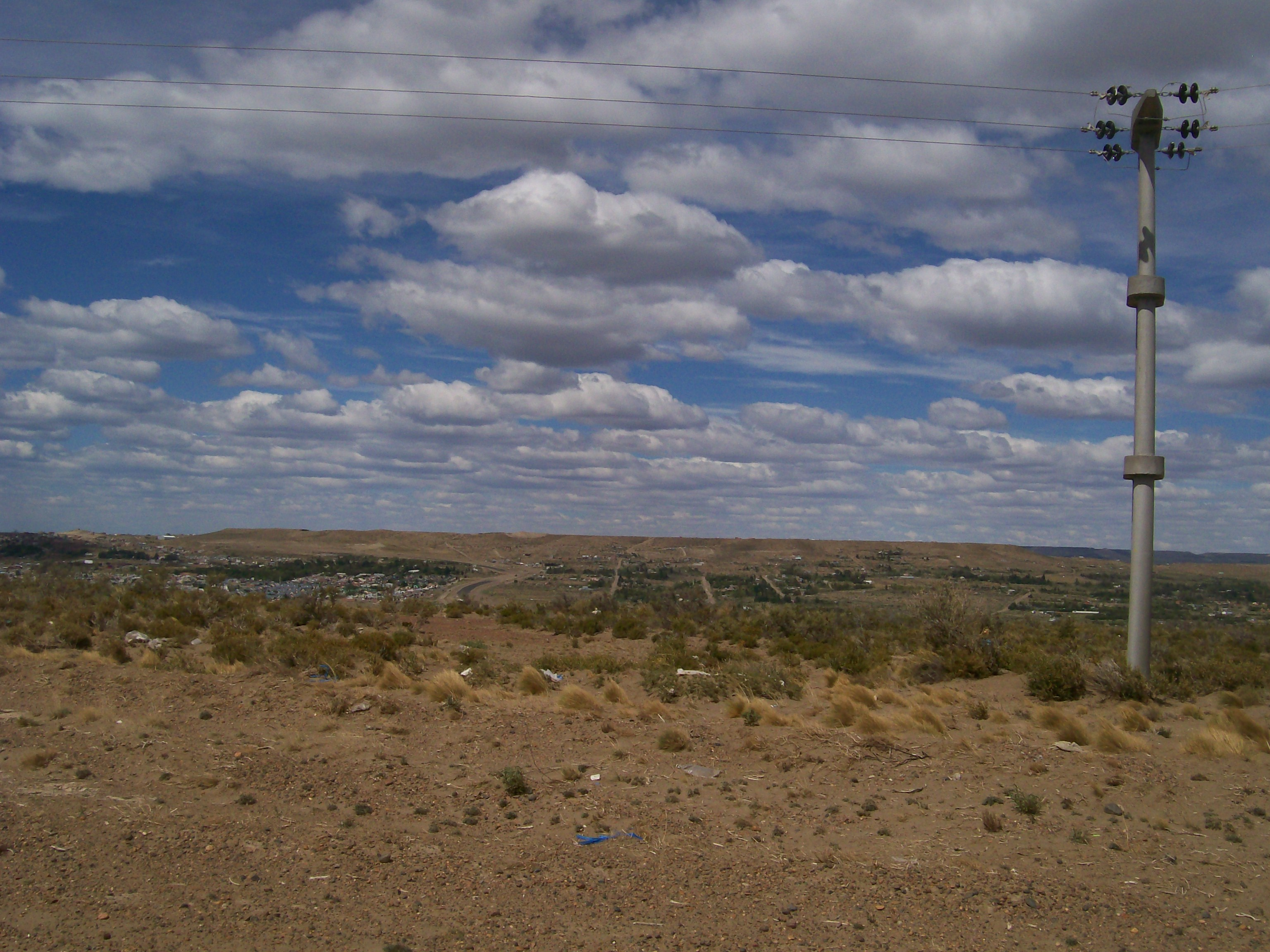
Caleta Olivia no para de crecer y esto lleva a construir en altura (edificios), sobre los cerros bajos y ampliación de asentamientos en kilómetros.

| Evolución poblacional de la Ciudad de Caleta Olivia según los distintos censos nacionales y variación intercensal en porcentaje | Evolución poblacional de la Ciudad de Caleta Olivia según los distintos censos nacionales y variación intercensal en porcentaje | Evolución poblacional de la Ciudad de Caleta Olivia según los distintos censos nacionales y variación intercensal en porcentaje | Evolución poblacional de la Ciudad de Caleta Olivia según los distintos censos nacionales y variación intercensal en porcentaje | Evolución poblacional de la Ciudad de Caleta Olivia según los distintos censos nacionales y variación intercensal en porcentaje | Evolución poblacional de la Ciudad de Caleta Olivia según los distintos censos nacionales y variación intercensal en porcentaje | Evolución poblacional de la Ciudad de Caleta Olivia según los distintos censos nacionales y variación intercensal en porcentaje | Evolución poblacional de la Ciudad de Caleta Olivia según los distintos censos nacionales y variación intercensal en porcentaje | Evolución poblacional de la Ciudad de Caleta Olivia según los distintos censos nacionales y variación intercensal en porcentaje | Evolución poblacional de la Ciudad de Caleta Olivia según los distintos censos nacionales y variación intercensal en porcentaje | Evolución poblacional de la Ciudad de Caleta Olivia según los distintos censos nacionales y variación intercensal en porcentaje |
| | 1912 | 1920 | 1947 | 1960 | 1970 | 1980 | 1991 | 2001 | 2010 | 2022 |
| --- | --- | --- | --- | --- | --- | --- | --- | --- | --- | --- |
| Población | 82 | 130 | 161 | 3 639 | 13 366 | 20 141 | 27 899 | 36 077 | 51 733 | 56 298 |
| Variación | - | +58,53% | +23,84% | +2 160,24% | +267,29% | +50,68% | +38,51% | +29,32% | +43,39% | |
| Incremento de la población | +82 | +48 | +31 | +3 478 | +9 888 | +6 775 | +7 758 | +8 178 | +15 656 | + 4 565 |

| Evolución de la población desde 1970 hasta 2022.                                         |
|                                                                                          |
| Fuente INDEC - Elaboración gráfica por Wikipedia - Caleta Olivia, Santa Cruz, Argentina. |

| Población               | Puesto |
| ----------------------- | ------ |
| Zona Norte              | 1º     |
| Dpto. Deseado           | 1º     |
| Cuenca San Jorge        | 2º     |
| Provincia de Santa Cruz | 2º     |
| Costa patagónica        | 7º     |
| Costa Argentina         | 9º     |
| Patagonia Argentina     | 11º    |
| República Argentina     | 68.º   |

## División administrativa
Para una mejor comprensión y delimitamiento la ciudad se dividió en 8 sectores, áreas, cuarteles o distritos discriminados según su condición de actividad en urbano y rural.

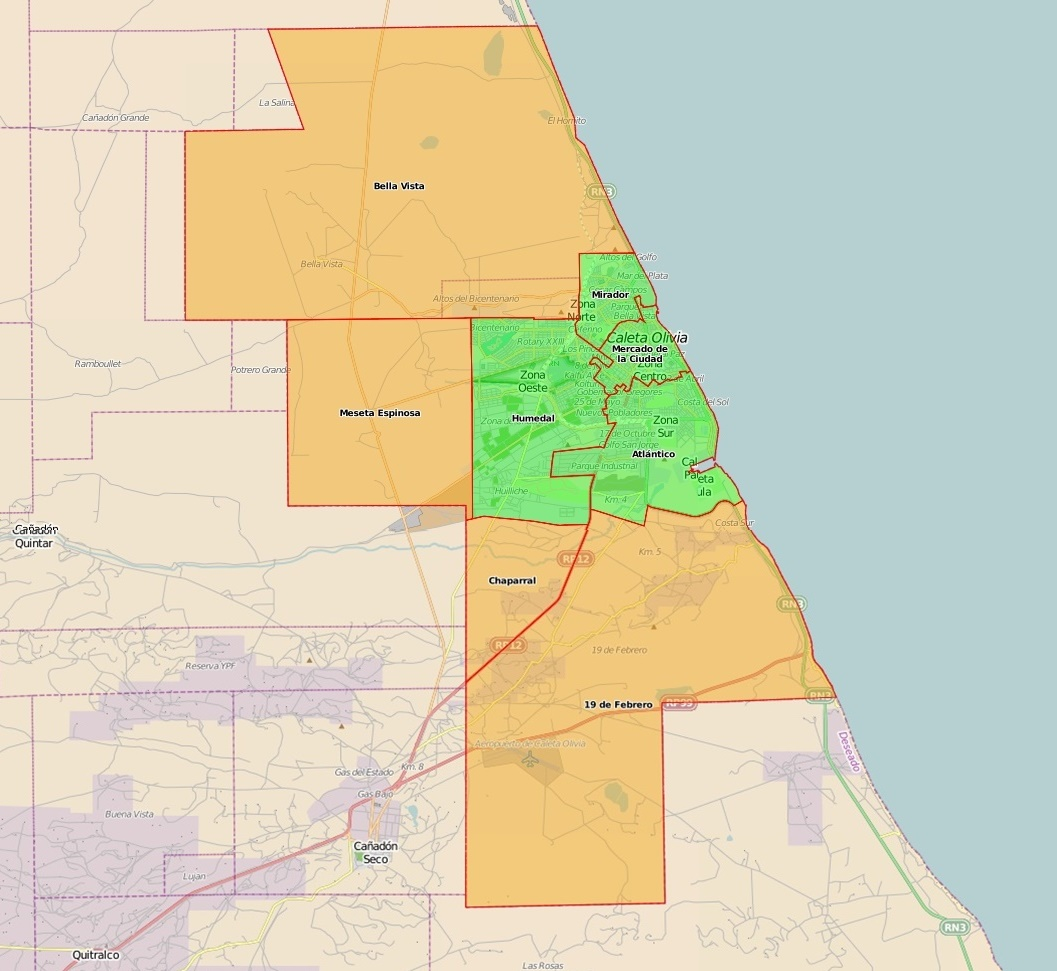
En verde distritos urbanos, en anaranjado distritos rurales.

| Distrito             | Ambiente | Barrios | Población |
| -------------------- | -------- | ------- | --------- |
| 19 de febrero        | Rural    | 0       | 8         |
| Atlántico            | Urbano   | 10      | 15 120    |
| Bella Vista          | Rural    | 0       | 11        |
| Chaparral            | Rural    | 2       | 39        |
| Humedal              | Urbano   | 18      | 20 113    |
| Mercado de la Ciudad | Urbano   | 10      | 9 450     |
| Meseta Espinosa      | Rural    | 1       | 3         |
| Mirador              | Urbano   | 8       | 7 050     |

| Barrios más populosos | Distrito  | Manzanas | Población |
| --------------------- | --------- | -------- | --------- |
| Rotary XXIII          | Humedal   | 158      | 7 621     |
| 3 de Febrero          | Atlántico | 71       | 4 436     |
| Vista Hermosa         | Atlántico | 82       | 3 949     |
| Centro                | Mercado   | 48       | 3 491     |
| Mirador               | Mirador   | 59       | 2 135     |
| Gran Jardín           | Humedal   | 41       | 2 148     |
| Miramar               | Mercado   | 52       | 2 295     |
| Zona De Chacras       | Humedal   | 60       | 1 300     |

## Ubicación

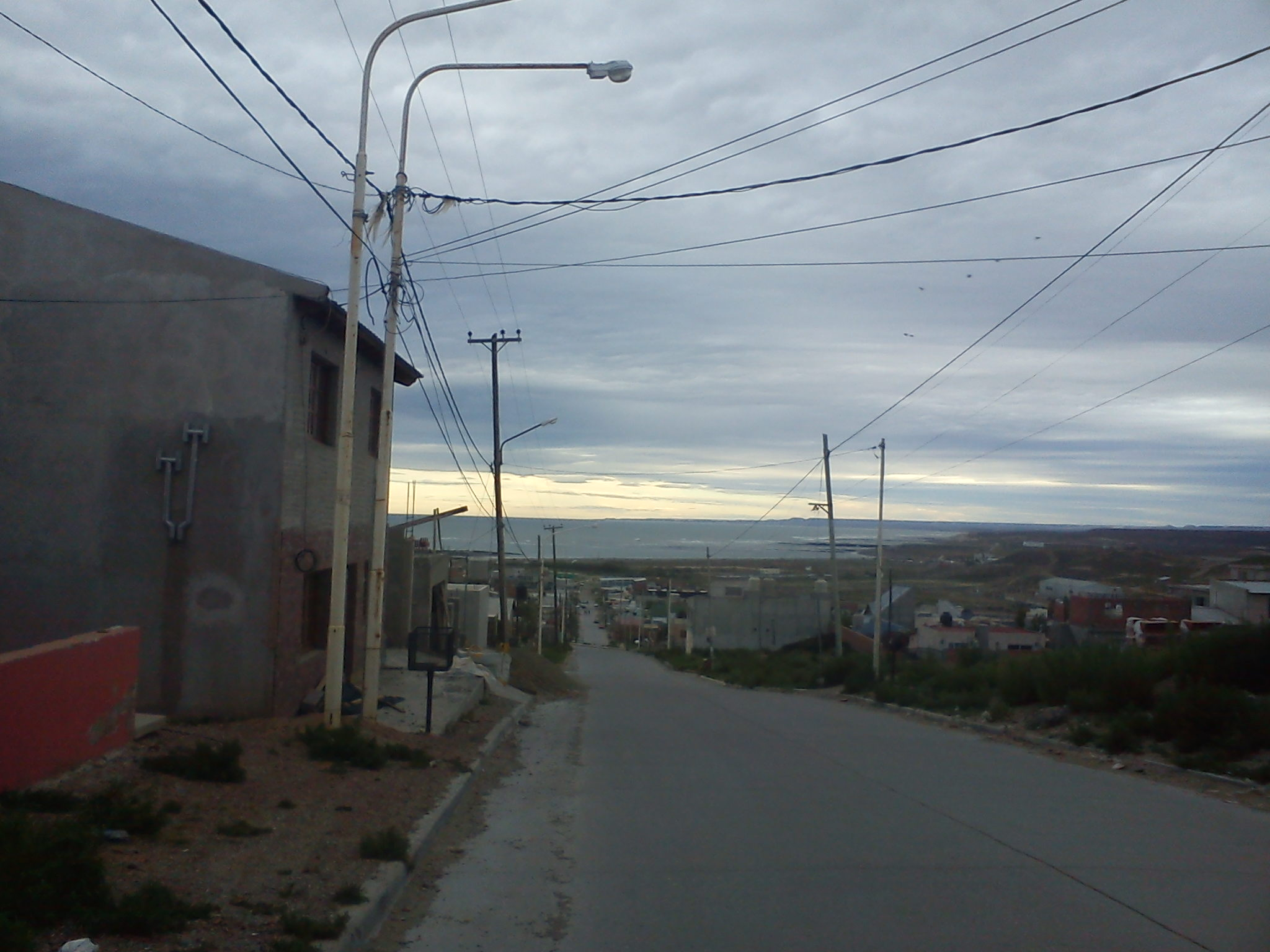
Avda. Villagrán, en el Asentamiento Vista Hermosa II

Mapa de Caleta Olivia con sus divisiones barriales y zonales

El término municipal de Caleta Olivia ocupa 192 km², aproximadamente el 0,008 % del total de la provincia, siendo el núcleo principal de población de la Zona Norte de Santa Cruz. El núcleo principal de Caleta Olivia se encuentra situado en las cercanías del Humedal Caleta Olivia, más conocido como «Segunda Laguna», que se encuentra en la zona oeste de la ciudad. Al sur del término municipal se encuentra el Puerto Caleta Paula y al este el Océano Atlántico. De este modo la altitud del municipio varía entre los 0 y los 152 metros.
| Noroeste: Bella Vista                                      | Norte: Rada Tilly y Comodoro Rivadavia  | Noreste: Océano Atlántico                            |
| Oeste: Matadero de Salas, Potrero Grande y Cañadón Quintar |                                         | Este: Océano Atlántico                               |
| Suroeste Reserva YPF, Cañadón Seco y Pico Truncado         | Sur: Las Rosas, Bahía Langara, Fitz Roy | Sureste: Puerto Caleta Paula y Playa Las Golondrinas |

## Acceso y transporte
La ciudad posee una medianamente moderna infraestructura de calles, como la Ruta Nacional 3 (Acceso Sur y Norte), Ruta Provincial 12 (Acceso Oeste) y Ruta Provincial 99 (Acceso a Cañadón Seco). Dichas vías de circulación han quedado dentro del perímetro urbano que conforma al Gran Caleta Olivia, razón por la cual está en proyecto la construcción de un anillo que abarque la totalidad de la ciudad, la Avenida de Circunvalación, la cual impedirá el acceso de camiones de gran porte al interior de la ciudad. También se destacan otras vías en construcción, la Autovía Comodoro Rivadavia - Caleta Olivia, y la Autovía Caleta Olivia - Pico Truncado. Ruta rápida Conector de 128 km de autovía.

### Transporte público
El transporte urbano público de pasajeros de Caleta Olivia está constituido por líneas de ómnibus señaladas con los números 1, 2 y 3. Unen el centro de la ciudad con los distintos barrios periféricos y suburbanos moviendo 400 mil de pasajeros por año. La ciudad fue la primera ciudad de Santa Cruz en tener transporte urbano, el denominado Transporte Austral, que funcionaba en 1982, poseía 3 unidades que recorrían la ciudad en una sola línea. Por cuestiones económicas este servicio dejó de funcionar y el 20 de noviembre de 2007 arranca la Empresa Urbano S.E., subsidiada por el municipio. A partir de 2012 la situación cambia completamente y toma la concesión Autobuses Caleta Olivia, continuando con los mismos recorridos, dejando inmensas zonas sin el servicio público, tales como Directo Bicentenario, Directo Bontempo, Directo Hipódromo, Directo Fracción XII y Directo San Jorge.

#### Ramales

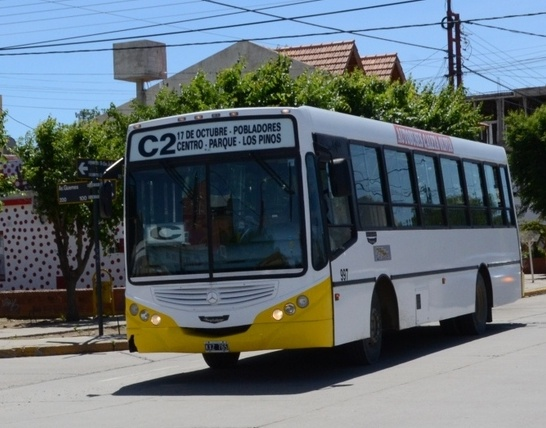
Coche Mercedez Benz OF 1418 de carrocería Metalpar Tronador

Listado de las líneas de transporte de Caleta Olivia, solo estaciones, no incluye paradas. En negrita, estaciones de combinación con otras líneas. El transporte público de larga distancia es atendido en la «Terminal de Ómnibus» ubicada en el Camino Alternativo República, en cercanías de la Circunvalación Caleta Olivia; construida por las firmas empresariales HAICS Y B.R.B fue inaugurada el 20 de noviembre de 2013, con motivo del 112.º aniversario de la localidad, el costo de la misma fue de $ARS 9 668 000 El lugar tiene 14 plataformas para los colectivos, una nave principal de mil metros cuadrados y 750 metros cuadrados semicubiertos, además de sala de espera con vista a los andenes, espacio para confitería, entrepiso, sala de espera, locales para la administración, boleterías, oficina de informes, cabinas telefónicas, locales comerciales, restaurante-sanitarios y un cyber-café. Además, posee algunas características parecidas a las terminales de ciudades como Puerto Madryn o Bahía Blanca.Autobuses Santa Fe, al reemplazar Urbano S.E renovó su flota con 20 modernas unidades de 33 asientos y los actuales colectivos funcionando en la empresa actual.
| 'Línea A' Sur a norponiente | 'Línea B' Centro a poniente | 'Línea C1' - 'Línea C2' Troncales a poniente                                                        | 'Línea D' Central a sur                                                                    | 'Línea E' Directo Chacras                                                 |
| Estaciones | | |                                                                                            |                                                                           |
| - Gregores A - CIC Valle - Zonal , - Yrigoyen , - Gorosito , - La Anónima - Malvinas - Carrefour - TDF 850 - EPP 43 - Perón 55 , - 69, - Zonal A - EPP 36 | - Gregores B - Zonal , - Yrigoyen , - Gorosito , - Mini Centro - Carrefour Gamboa - Koltum - San Cayetano - EPP 43 - Industrial | - Lugones - San José - 69 - Yrigoyen , - UNPA - Meprisa - Centro Cultural - Gorosito , - Perón 55 , | - Perón 55 , - Spinola - CIC Valle - Zonal , - Yrigoyen , - Mini Centro - Carrefour Gamboa | - Lugones , - San José , - Zonal , - Yrigoyen , - Gorosito , - Perón 55 , |

- Línea A
- Línea B
- Línea C1
- Línea C2
- Línea D
- Línea E
- Línea MA Municipal A, o línea F
- Línea MB Municipal B, o línea G

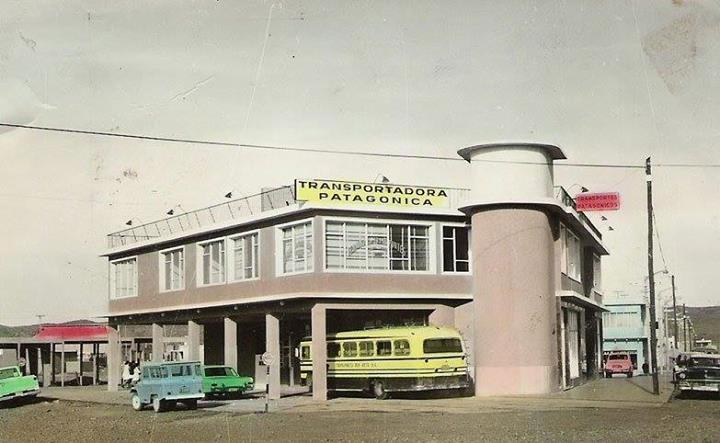
Antigua terminal en la Zona Centro, desde 1970 hasta 1999.
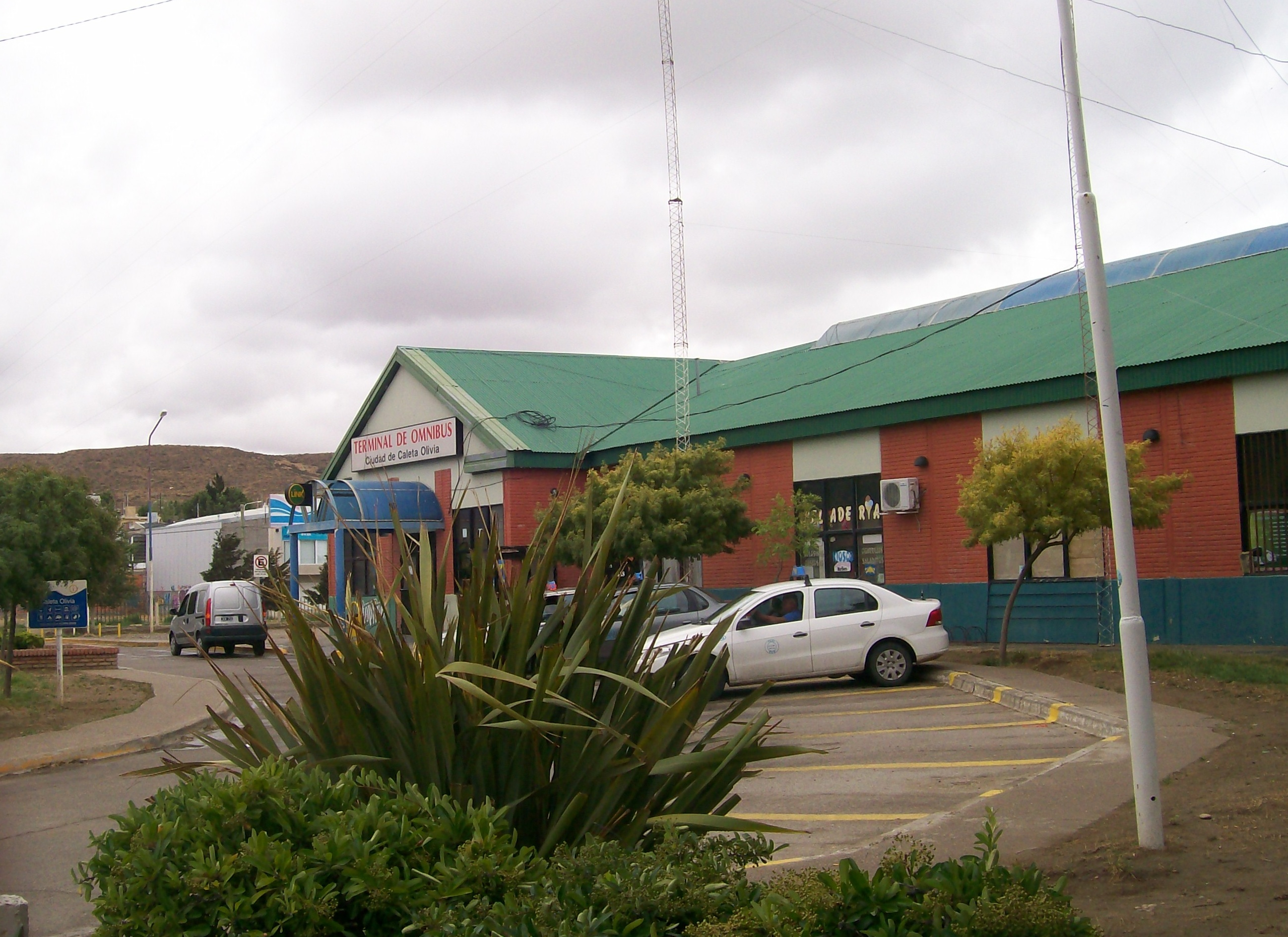
Ex terminal de ómnibus, en funcionamiento desde 1999 hasta 2013.
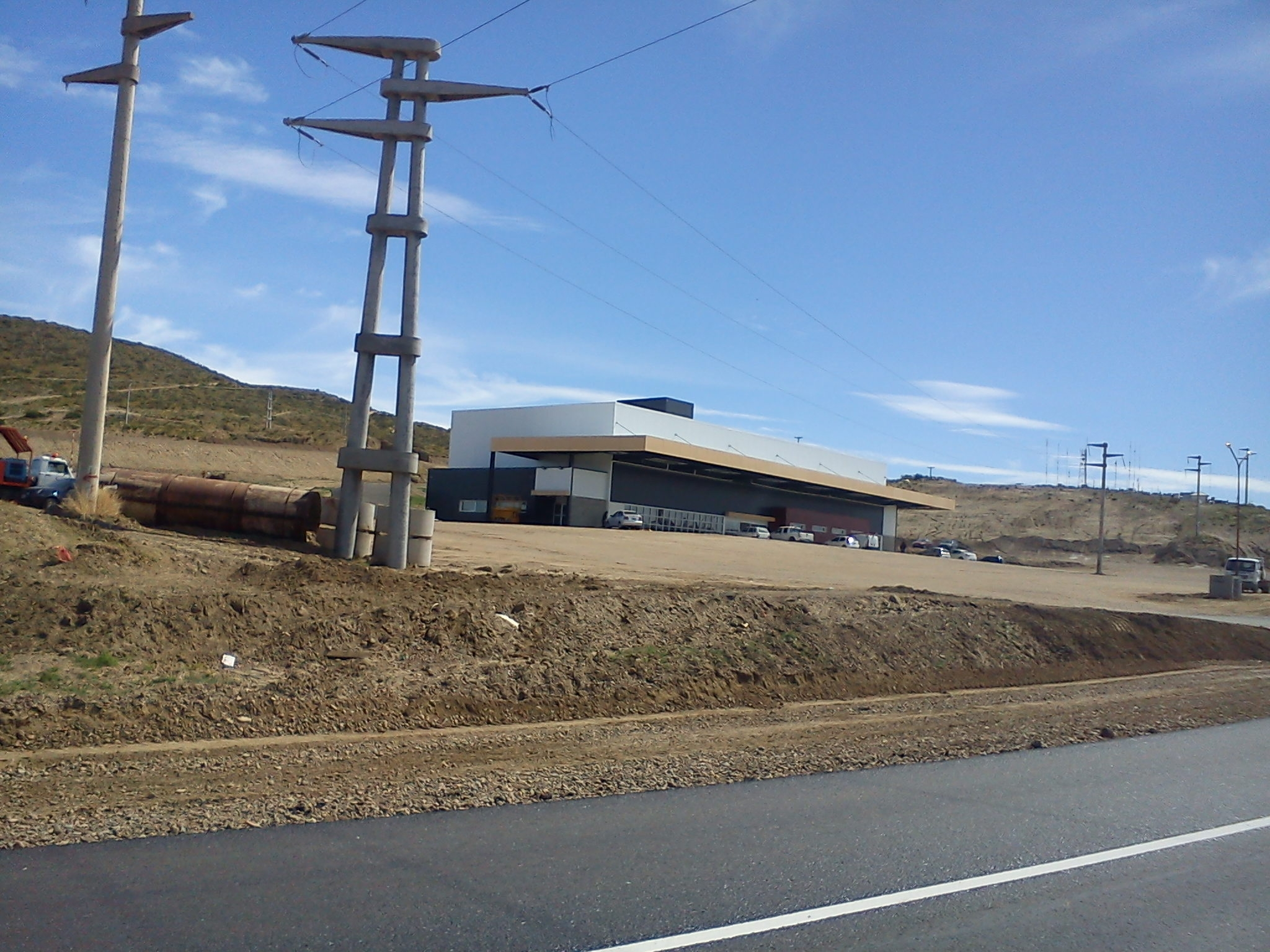
Nueva terminal funcionando desde 2013 en el Camino alternativo República.

### Principales Avenidas

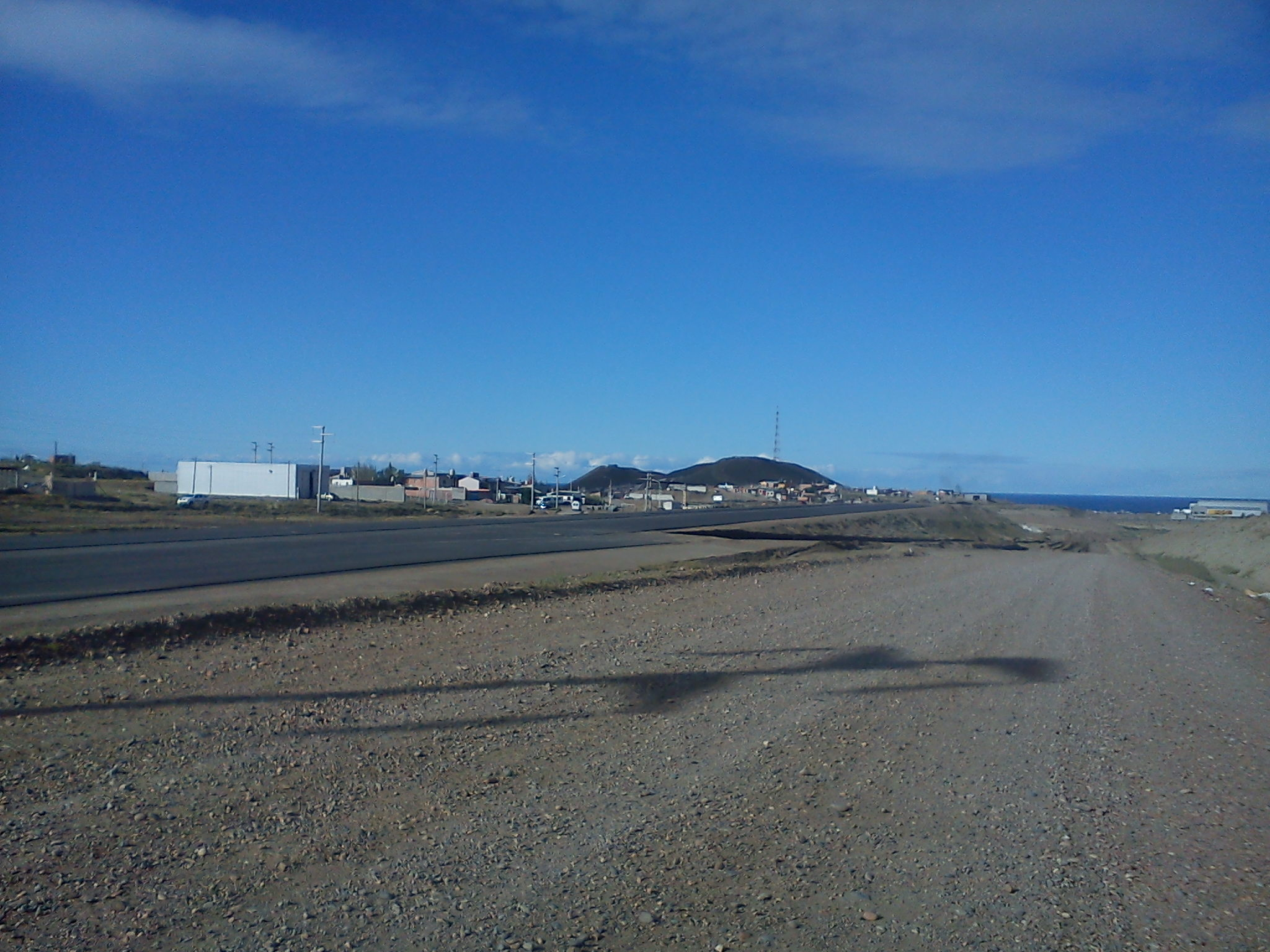
Avda. Alfonsín, perteneciente a la circunvalación entre los kilómetros 75 y 80

- Autovía Comodoro Rivadavia - Caleta Olivia
- Ruta Nacional 3
- Ruta Provincial 12
- Ruta Provincial 99
- Variante República
- Primer Anillo de Circunvalación
- Segundo Anillo de Circunvalación
- Avenida Costanera Néstor Kirchner
- Acceso Vega
- Acceso Países Bajos
- Acceso Antártida Argentina
- Acceso Kimehuen

## Gobierno

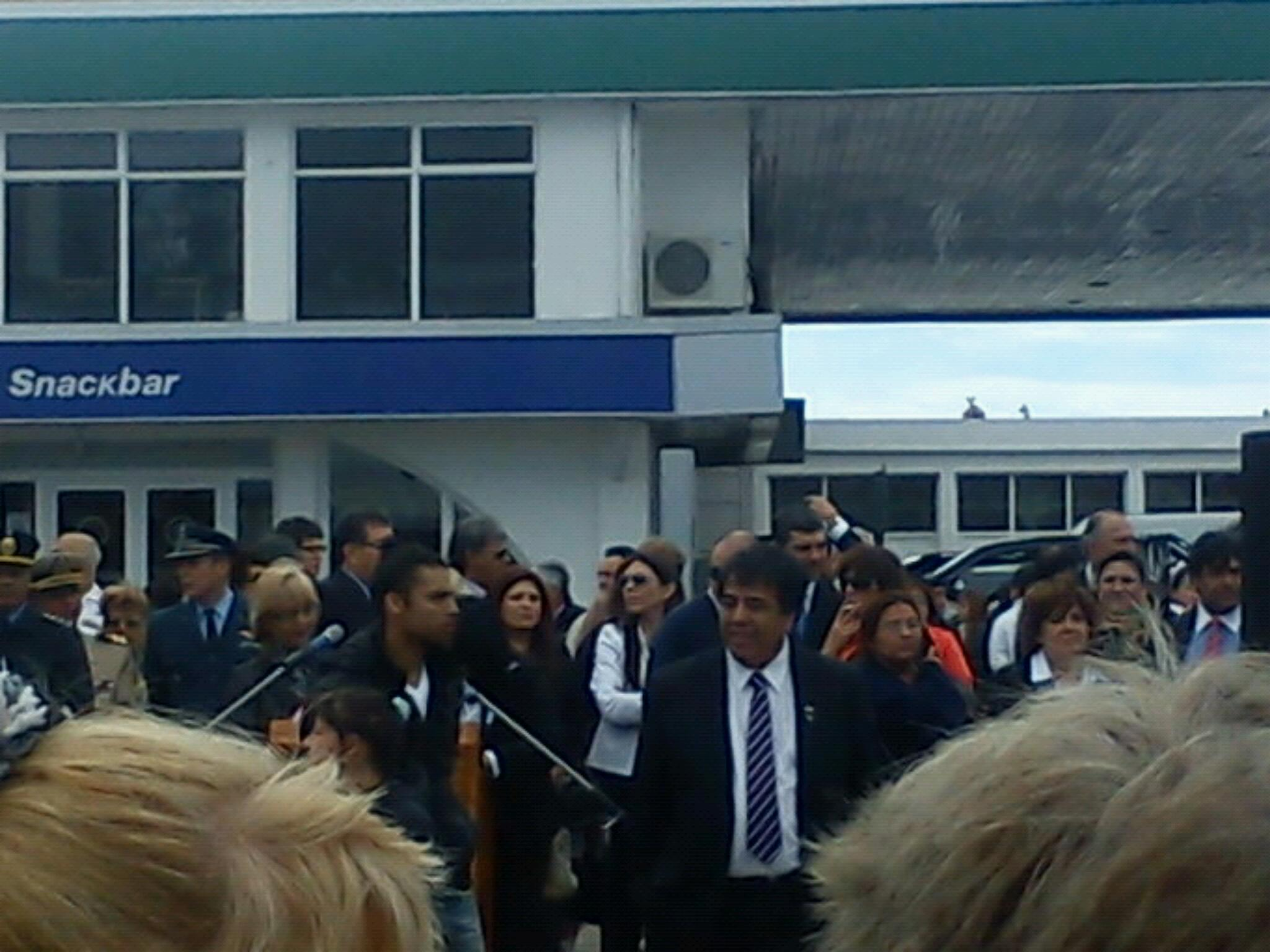
Uno de los tres diputados, Rubén Contreras

Dado el sistema federal de gobierno, en Argentina hay tres órdenes o escalafones: el Nacional, el Provincial y el Municipal. Así, corresponde referirse a los tres poderes en cada uno de estos escalafones.

### Poder Ejecutivo
El Poder Ejecutivo de la ciudad es ejercido por un intendente, electo por el voto popular en forma doble voto simultáneo para un mandato de cuatro años. De él dependen las secretarías a cargo de las diferentes áreas. La municipalidad dispone de su sede y de distintos anexos y arrendamientos.
Desde 2020 el intendente electo Fernando Fabio Cotillo, del Frente para la Victoria. Recupera el municipio y la normalidad en la ciudad de Caleta Olivia.
Los antecedentes del ex Intendente Facundo Prades dejan un malestar en la sociedad muy alto, en mayo de 2016 un vecino presentó una denuncia penal en el Juzgado de Instrucción de Caleta Olivia contra Facundo Prades, por los delitos de “Encubrimiento, Violación de los deberes de Funcionario Público y Presunción de Cohecho" Prades amenazó con cerrar Termap (Terminales Marítimas Patagónicas S.A.) una plataforma que opera los tanques del puerto de esa ciudad que recibe la producción petrolera de la zona norte de la provincia vía oleoducto.

### Poder Legislativo
El Poder Legislativo está a cargo del Concejo Municipal (ex Concejo Deliberante). El órgano reglamenta y sanciona las ordenanzas municipales, que debe poner en práctica el intendente.El poder legislativo se encuentra a cargo de la Cámara Municipal (Concejo Deliberante) comandado por 5 concejales, quien sanciona las ordenanzas municipales. Todo su cuerpo se renueva cada cuatro años. El Concejo se compone de 18 miembros por los primeros 200 000 habitantes de la ciudad y uno más por cada 30 000 habitantes o fracción no menor a 15 000. La mitad de su cuerpo se renueva cada dos años. Actualmente posee 22 miembros, para formar parte del Concejo, legalmente, se necesita tener al menos 22 años y al menos dos años de residencia en la ciudad. Los extranjeros también pueden formar parte, aunque necesitan tener al menos 25 años y cuatro de residencia y además debe figurar en el padrón electoral del municipio y poseer cédula de identidad o pasaporte legalizado. El presidente del Concejo Municipal es el concejal Miguel Ángel Zamarini, del Partido Socialista.
Concejales
- Presidencia y Viceintendente: Manuel Alejandro Aybar (FR)[32]
- Víctor Chamorro (PRO)[33]
- Juan Acuña Kunz (UCR)[34]
- Juan José Naves (FpV)[35]
- Juan Domingo Cabrera (FpV)[36][37]

Diputados
Dentro de la Cámara de Diputados de la Provincia de Santa Cruz existen 24 bancas, de las cuales 3 tienen como protagonismo al municipio. El diputado por pueblo se encuentra en manos de Alexis Quintana (FpV), en conjunto con Rubén Contreras (FpV) y Estela Bubola (UCR), estos últimos designados por el gobernador Daniel Peralta.

## Servicios públicos
En la ciudad los servicios públicos son facilitados por las siguientes empresas prestadoras:
- Agua potable de red y desagües domiciliarios y pluviales: SCPL y SPSE. Suele haber cortes de agua ocasionalmente debido a la alta demanda, especialmente en verano.

- Telefonía fija: Telefonía Municipal.

- Televisión: Caleta Video Cable en formato de cable, DirecTV en formato satelital y TDT en formato aire-digital.

- Acceso a Internet: TTP (banda ancha), Ubnet (banda ancha), Teleservicios Caleta Olivia (ADSL o banda ancha), Claro 4G (banda ancha), Interlink SRL (banda ancha).

- Energía eléctrica: SPSE.

- Gas natural de red: Distrigas SA y Camuzzi Gas del Sur (en periferia).

- Telefonía celular: Personal, Claro y Movistar.

- Transporte automotor de pasajeros: Autobuses Caleta Olivia y Urbano S.E.

## Industria bancaria

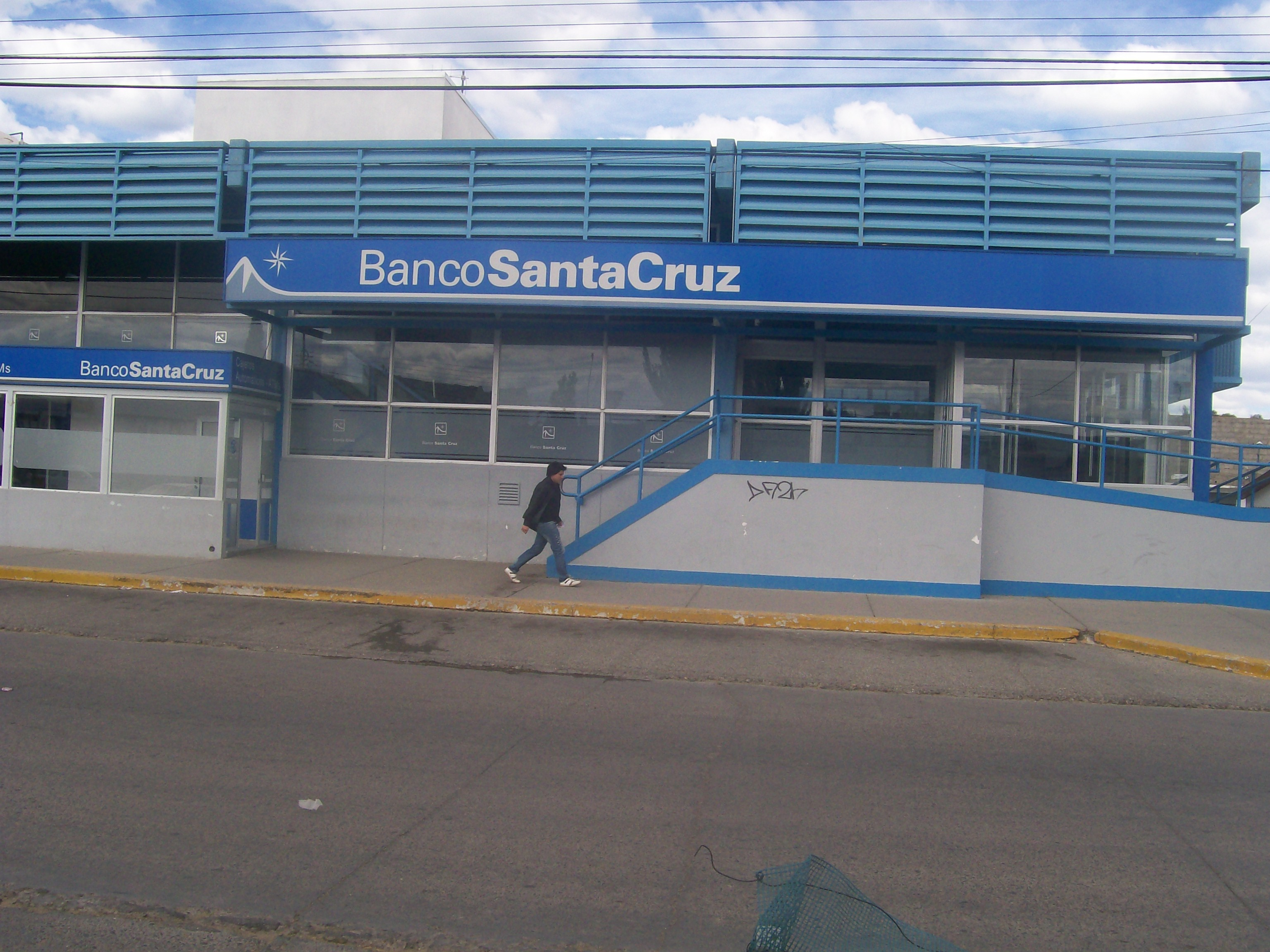
Banco Santa Cruz

La ciudad es un polo económico de gran envergadura en la Zona Norte y en la Cuenca San Jorge, ya que en las ciudades y pueblos aledaños de la provincia no cuentan con una importante infraestructura en la industria bancaria.
| N.º | Banco                                              |
| --- | -------------------------------------------------- |
| 1   | Banco Credicoop (1)                                |
| 2   | Banco de la Nación Argentina                       |
| 3   | Banco de la Nación Argentina suc. Afip - GC        |
| 4   | Banco de la Nación Argentina suc. Tierra del Fuego |
| 4   | Banco Finansur (1)                                 |
| 6   | Banco Hipotecario                                  |
| 7   | Banco Macro ex Bansud                              |
| 8   | Banco Patagonia                                    |
| 9   | Banco Prendario Argentino(1)                       |
| 10  | Banco Santa Cruz                                   |
| 11  | Banco Santander Río(1)                             |
| 12  | BBVA Francés                                       |
| 13  | HSBC                                               |

(1): Únicas en Santa Cruz.
También se registran bancos desaparecidos en la ciudad a causa de la crisis del 2001: Banco del Chubut, y Banco de Río Negro.

## Seguridad
El municipio se destaca por la cantidad de ubicaciones policiales que se encuentran.
Las ubicaciones policiales que se encuentran en la urbe son:
| Comisaría Seccional Primera             |
| Comisaría Seccional Segunda             |
| Comisaría Seccional Tercera             |
| Comisaría Seccional Cuarta              |
| Comisaría Seccional Quinta              |
| Comisaría de la Mujer                   |
| Comisaría Distrito Cañadón Seco         |
| Subcomisaría Ramón Santos               |
| Alcaidía Zona Norte                     |
| Destacamento Nuevos Pobladores          |
| Grupo de Operaciones Rurales Zona Norte |
| DCYN Zona Norte                         |
| Divisional Policía Montada              |
| Policía caminera Acceso Norte           |
| Policía caminera Acceso Sur             |
| Comando radioeléctrico                  |
| Prefectura Naval Argentina              |
| Gendarmería Nacional                    |

La zona más polémica y conflictiva es la oeste, lugar de más de 43 mil personas asentadas, donde grupos de vándalos solucionan sus conflictos a los disparos y golpes dando como resultado signos negativos de ciudades con altos ritmos de crecimiento.

## Salud
En materia de salud, la institución histórica y más antigua en pie es el Hospital Meprisa, construido por la empresa YPF en el año 1963 para atender las necesidades de los pocos ciudadanos de aquel entonces. En el año 2002 se inaugura el Hospital Zonal, el segundo más grande de Santa Cruz pero con una actualidad bastante degradante.
Con la solución de hacer llegar la salud pública a los barrios más alejados, se crearon CIC (Centro Integrador Comunitario) en toda la Provincia de Santa Cruz y Argentina a través de la ministra Alicia Kirchner, una forma más económica de llegar a la gente. En la ciudad se divisan los siguientes centros de salud:

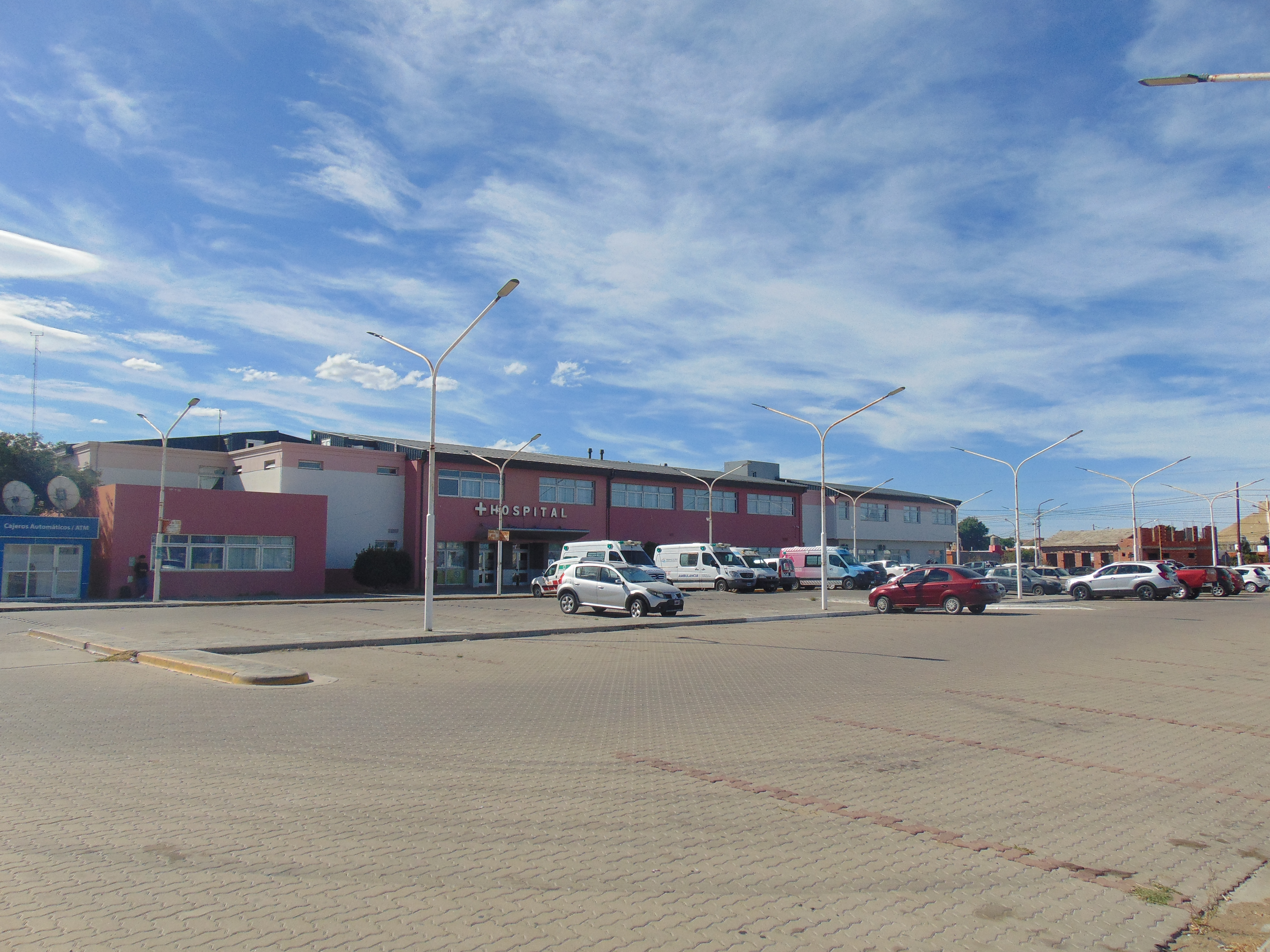
Hospital Zonal "Padre José Tardivo" de Caleta Olivia

| Hospital Distrital      |
| Hospital Meprisa        |
| Hospital Zonal          |
| CIC Centenario          |
| CIC Centro              |
| CIC Emilio Papousek     |
| CIC Gdor. Gregores      |
| CIC Jorge Cépernic      |
| CIC San Cayetano        |
| CIC Virgen del Valle    |
| Clínica Cruz del Sur    |
| Centro Materno Infantil |
| Clínica Santa Cruz      |
| Puesto 2 de Abril       |
| Puesto Mar del Plata    |

## Espacios verdes
Espacios Verdes Dentro de la estructura de la ciudad son factores determinantes por su aporte a la calidad de vida urbana, la localización, tratamiento y dimensiones de las áreas que conforman la denominada estructura verde.
La ciudad posee 131 espacios verdes distribuidos de la siguiente manera:
Plazas/Plazoletas/Bulevares 131
Radio céntrico	                   52
Barrios periféricos	           78
Parques urbanos	            7
Radio céntrico 5
Barrios periféricos 2

## Puerto Caleta Paula
- Jefe de Puerto: Walter Semenza

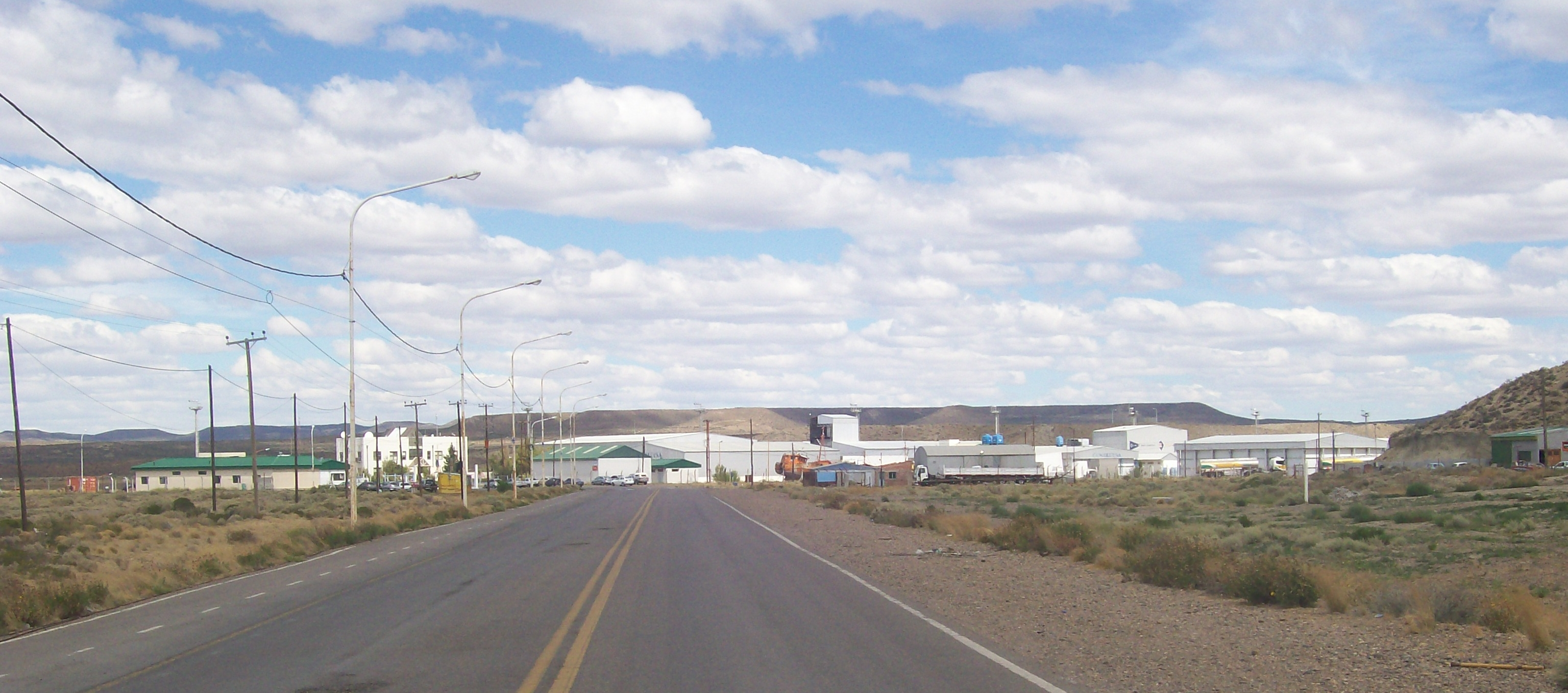
Vista al puerto

- Avda. Ingeniero Carlos Lando 2 776, Caleta Paula - C.P. 9011
- TEl: 0297-485 3342  -  FAX: 0297-485 3351
- Correo Electrónico: pcpaula@mcolivia.com.ar

El gobierno de la Provincia de Santa Cruz encaró con decisión, en 1992, la ejecución de la primera etapa del proyecto del puerto. El anteproyecto se ejecutó sobre la base de una idea del ingeniero alemán/argentino Wolfgang Langbehn quien propuso una audaz idea: construir la dársena detrás de la línea de ribera. Es decir que en lugar de generar aguas tranquilas con escolleras que se internan en el mar, se decidió por excavar un gigantesco pozo donde funcionaba el autódromo de la ciudad. La idea de generar una dársena en tierra firme mediante excavaciones, fue usada en otros puertos como en la dársena Victoria del puerto de Ciudad del Cabo, pero normalmente se excava en roca lo que permite utilizar el producto de las excavaciones para generar un antepuerto con escolleras construidas con la roca extraída. No es este el caso de Caleta Paula donde el subsuelo es de restinga o roca blanda producto de la cementación de arenas. No obstante, se licitó la obra que fue ganada por el consorcio formado por Roggio y Pentamar, empresas que debieron hacer el proyecto ejecutivo antes de iniciar las obras en setiembre de 1993. La dársena, que originalmente medía 300 metros por 300 metros fue ampliada durante la ejecución de los trabajos para llevarla a 450 x 300 sobre todo para permitir el ingreso de buques de mayor eslora ya que se decidió extender el destino del puerto de su original pesquero al de puerto multipropósito, el calado siempre fue de 8 metros con baja mar y de casi 11 junto al muelle. El puerto que fue nuevamente ampliado en la década de 2000 llevándolo a 600 x 300, tiene todos los servicios al borde del muelle, incluyendo un sistema que permite a los buques limpiar sus sentina sin contaminar. Además cuenta con un Varadero y un syncrolift.
Actualmente el puerto está en pleno funcionamiento y permite, entre otras cosas, afianzar el desarrollo de los intereses marítimos como factor preponderante de la actividad productiva Provincial, y reafirmar la presencia de la Provincia de Santa Cruz en la actividad pesquera del Litoral Marítimo Argentino.
Las instalaciones construidas permiten disponer de facilidades portuarias confiables y seguras en el golfo San Jorge, adecuadas para la operación de embarcaciones pesqueras de los más variados portes, y de buques mercantes que completan el ciclo captura-producción-exportación.
De esta manera la producción pesquera, tanto de plantas terrestres como de buques congeladores, se exporta actualmente desde el propio puerto sin dependencia de otras terminales portuarias. Se logra así una mayor eficiencia de la actividad pesquera, ya que los buques pesqueros cubren menores distancias desde y hasta los importantes caladeros existentes frente a estas costas. Además, permite establecer bases sólidas para la conformación futura de un verdadero complejo portuario, apto para la realización de todo tipo de trabajos.
El Puerto posibilita la diversificación de las actividades productivas, limitadas hasta el inicio de operaciones del Puerto, en forma casi exclusiva, a las vinculadas con la actividad petrolera.
Es apto para el manipuleo, carga y descarga de todo tipo de mercaderías, al disponer de instalaciones y de un muelle de 40 m de ancho apropiados, que facilitan y permiten operar con total comodidad.
El total de inversión para esta primera etapa, incluido el desvío de la Ruta Nacional n.° 3, ascendió aproximadamente a la suma de $ 52 000 000, los que fueron aportados íntegramente por la Provincia de Santa Cruz, con recursos propios.

### Ampliación del Puerto
La Presidenta estuvo en el lugar como senadora nacional en 1997 para la inauguración del puerto, lo que demandó entonces una inversión de 60 millones de dólares de parte de Santa Cruz, «como reparación histórica a la zona que tantas regalías había dado a la provincia», dijo.
«Si no hubiera sido por la administración de ese hombre que dedicó su vida a la construcción de un proyecto político, imaginando que su provincia debía crecer y luego pudo volcar esas ideas y ese proyecto al orden nacional», advirtió Cristina en una de las varias alusiones a su marido y expresidente, Néstor Kirchner.
Además, remarcó la necesidad de aumentar la cantidad de refinerías en los lugares de origen del petróleo, como una forma de «pensar el país de manera estratégica».
«Trabajadores y valor agregado junto al origen es uno de los objetivos de esta reindustrialización de Argentina», insistió.
«Es necesario, por sobre todas las cosas, que tengamos la fortaleza y la inteligencia para sostener un modelo que logró revertir una Argentina que se incendiaba por los 90 e implosionó en el 2001», pidió. Gracias a la ampliación efectuada, el puerto cuanta actualmente con una profundidad mínima a pie de muelle de 10,5 m, una amplitud máxima de marea de 6,17 m, una amplitud media de marea de 5,35 m, una profundidad máxima a pie de muelle de 16,5 m.

## Educación

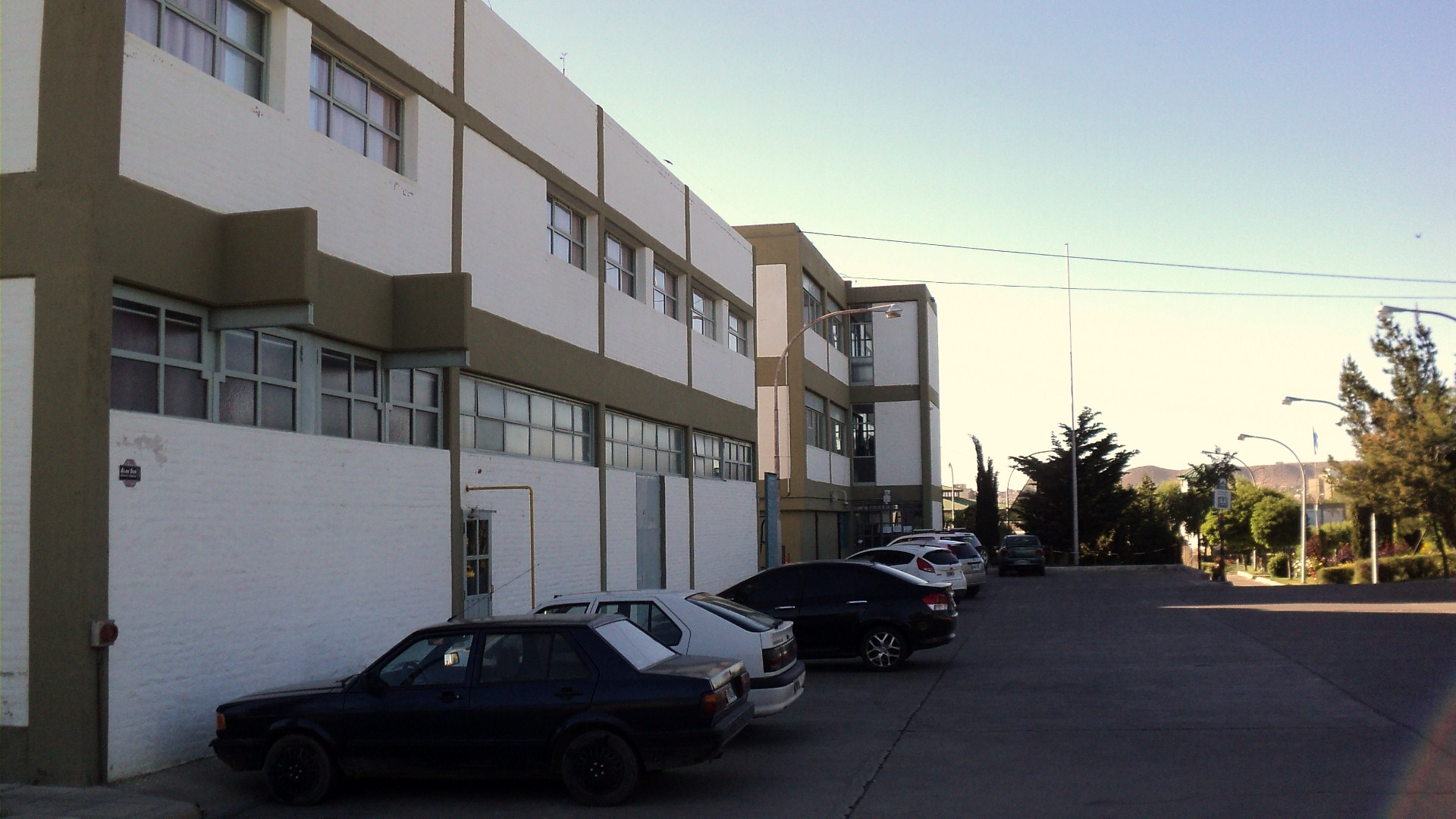
El edificio principal de la sede de Caleta Olivia

Posee una sede de la Universidad Nacional de la Patagonia Austral (UNPA) con carreras diversas. Caleta Olivia cuenta con más de 60 instituciones distribuidas en escuela, jardín, etc. Privadas y públicas distribuidas en distintos puntos de la ciudad. Las más destacadas son: Escuela Industrial N°1 "Gral. Enrique Mosconi", Escuela de Capacitación Laboral N°1, Instituto San José Obrero, Instituto Marcelo Spínola y el Instituto Adventista (inicial, primaria, secundaria), entre otros.
Además, posee centros de enseñanza de idiomas extranjeros, tanto de inglés como de francés.
También hay que destacar que se destaca como punto educativo en toda la Zona Norte, debido a que las 3 universidades que hay en la zona se encuentran en la ciudad, esto conlleva a que estudiantes de Las Heras y Pico Truncado concurran diariamente en las líneas de transporte interurbanas; también concurren estudiantes de pueblos de Cañadón Seco, Fitz Roy y Jaramillo en primaria y secundaria.

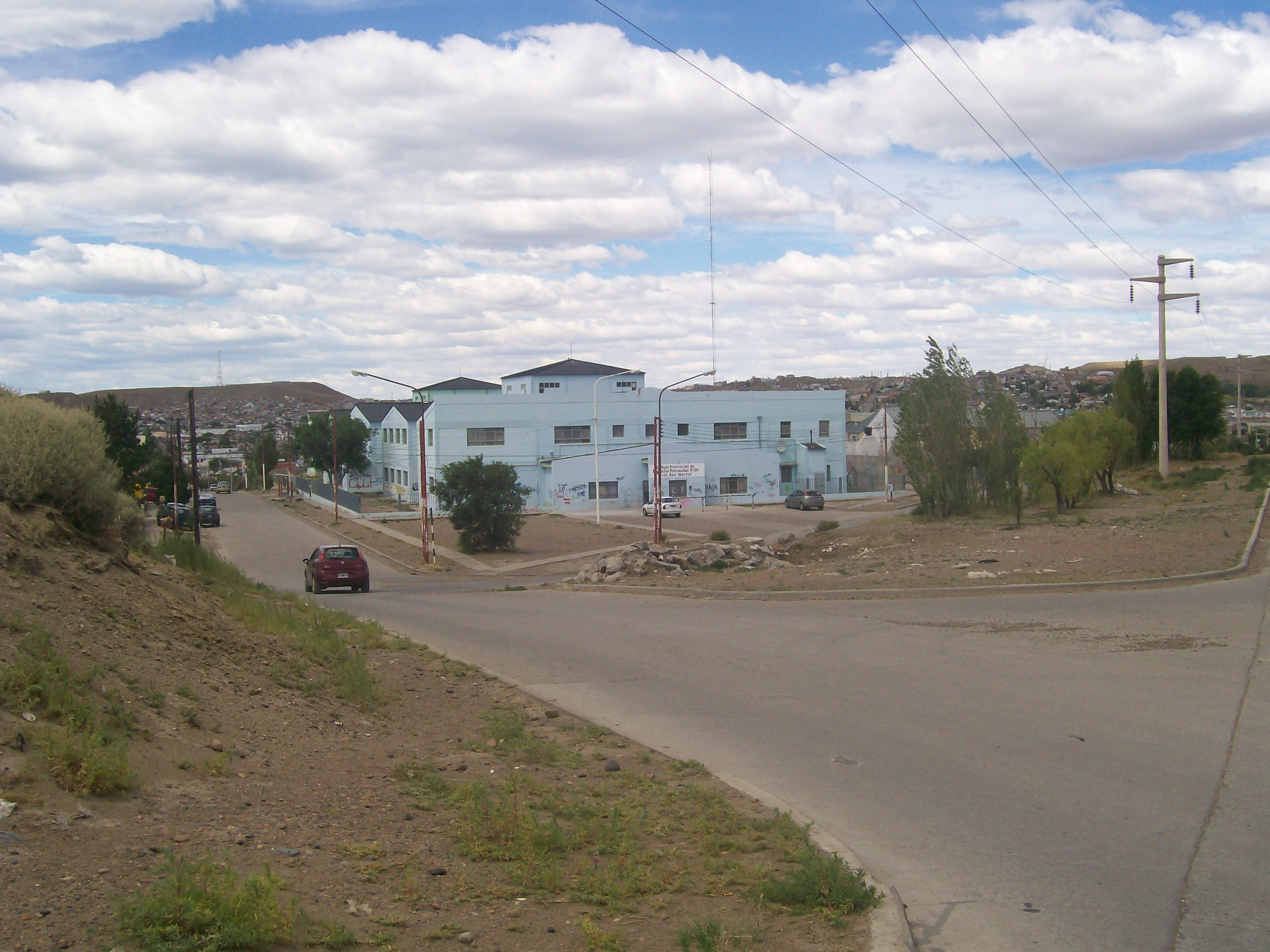
Vista al Colegio Secundario n.° 20

- Véase también: Instituciones Educativas en la Ciudad de Caleta Olivia

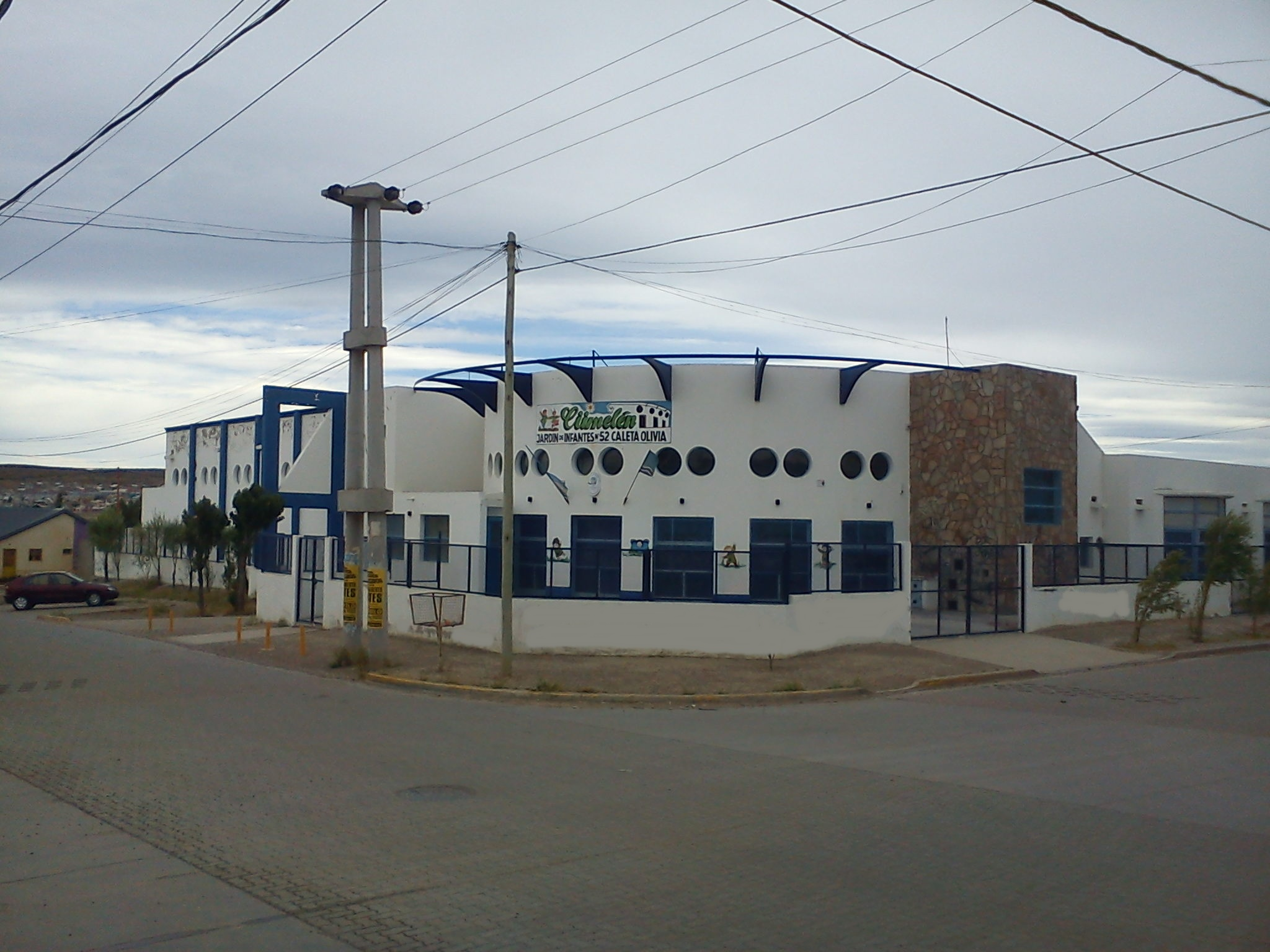
Vista al Jardin n.° 52, ubicado en el Bo. Gran Jardín.

- Jardines en Caleta Olivia en Google Maps
- Escuelas en Caleta Olivia en Google Maps
- Colegios en Caleta Olivia en Google Maps
- Universidades en Caleta Olivia en Google Maps
- Esc. Especiales en Caleta Olivia en Google Maps

## Medios de comunicación

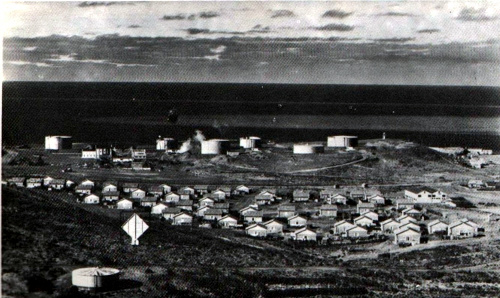
Vista panorámica de Caleta Olivia en plena explotación petrolera

El principal medio escrito de la ciudad es el periódico La Prensa de Santa Cruz, seguido de la única revista deportiva de la ciudad y la región, Revista Play Deportivo, que cuenta además, con página web y un programa radial, aunque el de mayor tirada es el Diario Crónica, de la localidad hermana de Comodoro Rivadavia, que podría considerarse el de mayor cobertura en los temas de la Cuenca del Golfo San Jorge. También se destaca el Diario Patagónico, propiedad del Grupo Indalo. Desde 2014 se puede conseguir La Opinión Austral, de la capital provincial.
La televisión cae casi en su totalidad en las manos de Canal 2. Desde el año 2010 se encuentra emitiendo Canal 10. Es posible sintonizar el Canal 9 de Comodoro Rivadavia, generando una situación paNorteña
a la que ocurre con la prensa escrita debido a la cercanía de ambas ciudades.
El espectro radial presenta diversas y variadas emisoras. Cabe destacar que en la Ciudad de Caleta Olivia pueden sintonizarse emisoras provenientes de ciudades cercanas como Comodoro Rivadavia (en AM y FM).
- Radios FM: (50)
  - 87.7 MHz - Plenitud
  - 88.3 MHz - San Martín
  - 88.7 MHz
  - 89.3 MHz - Manantial de Vida
  - 89.7 MHz - Génesis
  - 90.1 MHz - Rivadavia(1) - Radio 21
  - 90.5 MHz - Sanset
  - 90.9 MHz - Ciudad
  - 91.3 MHz - Sentimientos
  - 91.7 MHz
  - 91.9 MHz - Latina 101.1(1)
  - 92.1 MHz
  - 92.5 MHz - Hora Prima Tropimach
  - 92.9 MHz - LU14 Provincia(2)
  - 93.1 MHz - Insa
  - 93.5 MHz - Austral
  - 93.7 MHz - Aspen 102.3(1)
  - 94.1 MHz - Nyc
  - 94.5 MHz - María(3)
  - 94.9 MHz - Frecuencia 1
  - 95.1 MHz - Plus(4)
  - 95.7 MHz - Mitre(1)
  - 96.1 MHz - Radiante
  - 96.5 MHz - San Jorge
  - 96.9 MHz - LRF 815
  - 97.1 MHz - Hora Prima
  - 97.7 MHz - Aviva
  - 97.9 MHz - Cielo(4)
  - 98.3 MHz - Amigos
  - 98.7 MHz - La Norteña
  - 99.1 MHz - Vida
  - 99.3Mhz - Frecuencia Patagonia
  - 99.5 MHz - Visión(4) - Radio Mitre(1)
  - 99.9 MHz - La 100 - La Red(1)
  - 100.3 MHz - Radio Pública Municipal
  - 100.9 MHz - Libertad
  - 101.5 MHz - Nativa
  - 102.1 MHz - Vorterix Rock(1) - Radio Crónica(4)
  - 102.3 MHz
  - 102.7 MHz - Puerto Seguro
  - 102.9 MHz - Hora Prima Rock and Pop
  - 103.1 MHz - Dsports Caleta Olivia(1)
  - 103.3 MHz - Vientos(4)
  - 103.9 MHz - Inolvidable AM del Plata(1)
  - 104.7 MHz - Activa
  - 105.3 MHz - Estación Caleta Olivia
  - 105.5 MHz - Potencia Joven
  - 106.1 MHz
  - 106.5 MHz - Plenitud
  - 107.3 MHz - Brava
  - 107.9 MHz - Sat

- (1): Emisoras de Capital Federal.
- (2): Emisoras de Río Gallegos.
- (3): Emisoras de Córdoba.
- (4): Emisoras de Comodoro Rivadavia.

- Relevamiento de emisoras AM sintonizadas desde la ciudad de Caleta Olivia y en toda la zona Norte de Santa Cruz y Chubut. Estas emisoras de AM se sintonizan con cualquier receptor común pero con algunos problemas debido a la cantidad de altos cerros que existen en la zona:

- Radios AM: (5)
  - 630 kHz - LU4 Radio Patagonia Argentina (Comodoro Rivadavia)
  - 670 kHz - LRA11 Radio Nacional (Comodoro Rivadavia)
  - 710 kHz - LRL 202 Radio 10 (Capital Federal)
  - 740 kHz - LRI 200 (Puerto Deseado)
  - 830 kHz - LU14 Radio Provincia (Río Gallegos)

- Diarios locales:
  - Diario Compromiso
  - Diario La Opinión Zona Norte Archivado el 7 de mayo de 2019 en Wayback Machine.
  - El Vecinalista
  - Infoglaciar (enlace roto disponible en Internet Archive; véase el historial, la primera versión y la última).
  - La Prensa de Santa Cruz
  - La Vanguardia del Sur
  - Voces y Apuntes
  - Politik-digital
  - SantaCruzsinvueltas
  - Radio San Jorge
  - play deportivo
- Televisión:
  - Canal 2
  - Canal 10

## Actualidad

### Crisis hídrica
En 2014, una rotura en el Acueducto Federico Carstens que proviene de la ciudad de Sarmiento provocó cortes de agua que generaron malestar. Debido a las disputas que tienen el intendente local y el gobernador de Santa Cruz, Daniel Peralta la provincia no mandó ayuda en el mantenimiento de la localidad.

## Parroquias de la Iglesia católica en Caleta Olivia
| Diócesis   | Río Gallegos                     |
| ---------- | -------------------------------- |
| Parroquias | San Juan Bosco, Virgen del Valle |